# Église Saint-Georges de Montagne
L'église Saint-Georges est une église catholique située à Montagne, en France.

## Localisation
L'église est située dans le département français de la Gironde, 500 mètres au sud du bourg de Montagne, sur la route départementale D122 entre Montagne et Saint-Émilion.

## Historique et description
L'église Saint-Georges a été construite au XIe siècle sur des ruines gallo-romaines. Elle a peu changé depuis sa construction et est l’un des exemples les mieux conservés de la première période romane dans le département de la Gironde, .
La première mention écrite de l'église date de 1110 lors d’une donation à la collégiale de Saint-Emilion par l’archevêque Arnaud Guiraud (qui a également donné l'église de Faleyrens). Dans la donation l’église de Saint-André est mentionnée également et les comptes de l’archevêché, jusqu’au XVIe siècle, les mentionnent ensemble. Cette seconde église n’a pas survécu aux guerres de religion, mais elle a laissé son nom à un lieu-dit plus à l’est. Elle est également citée dans la liste de 1398 des paroisses du diocèse.
La paroisse de Saint-Georges s’étendait sur près de 300 hectares et était enclavée dans celle de Saint-Martin de Montagne. La petitesse de la paroisse est certainement due à la petite surface du domaine gallo-romain qui lui a donné naissance. En 1843, les vestiges d’une villa gallo-romaine furent découverts sur le secteur Saint-André avec les statues de Diane et de Vénus, aujourd’hui au Musée d'Aquitaine. On la présente comme la villa d’Ausone, Luccaniacus, qui s’étendait sur environ 300 hectares, ce qui semble correspondre à l’étendue de la paroisse que formait Saint-Georges et Saint-André.

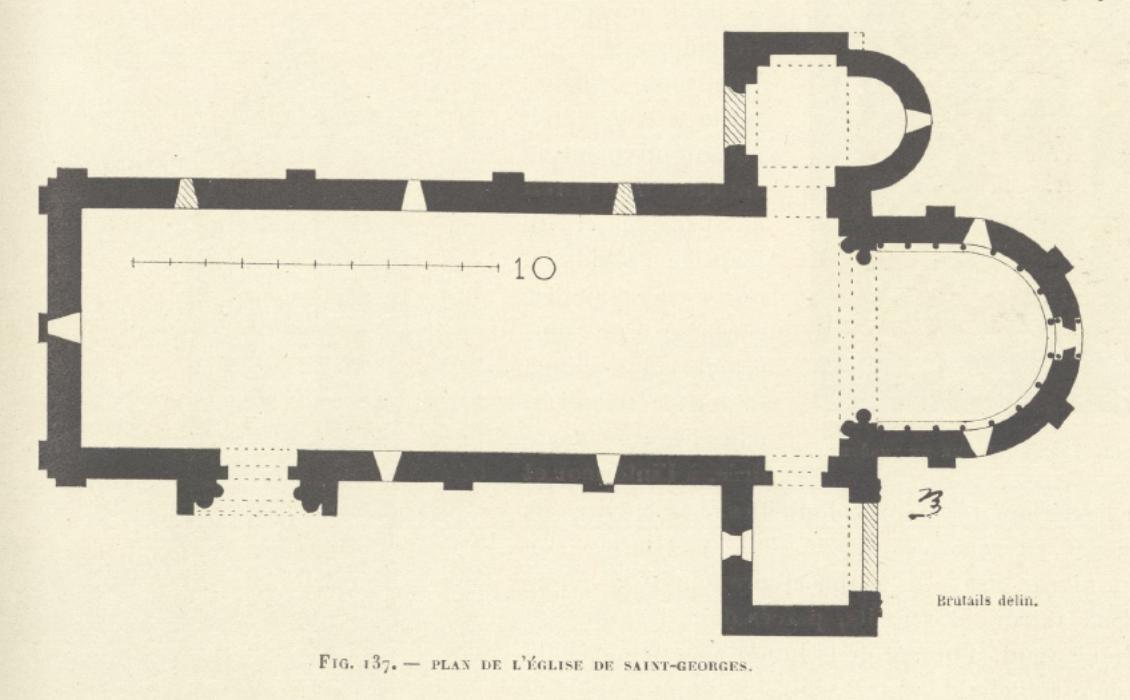
Plan de l'église (Brutails 1912)

L'axe de l'église est dirigé à peu près exactement vers l'Est. Le plan originel comprend une abside et un petit chœur; au Nord, une absidiole, voûté en cul-de-four et couverte de dalles, qui s'ouvre sur le rez-de-chaussée du clocher et une nef. La porte est sur la face Sud.
L’absidiole méridionale a disparu à une période inconnue (l’existence de cette absidiole est parfaitement attestée par la présence de son arc triomphal, particulièrement visible à l’extérieur). Elle a été remplacée par une structure qui forme comme un bras du transept. Cette structure est voûté d'un berceau transversal.
L'abside semi-circulaire est voûtée en cul de four et à l'extérieur, couronnée par une corniche portée sur des contreforts plats et supportée par des modillons sculptés. Le chœur est voûté d'un berceau plein cintre. Elle est séparée de la nef par un arc triomphal, également en plein cintre, composé d'un triple rang de claveaux reposant sur des colonnes engagées.
L’appareil de la nef, du transept et de l’absidiole nord est fait de moellons irréguliers disposés en lits au milieu desquels se devinent de nombreux remplois antiques. Au début du XIIe siècle l'abside principale est reconstruite en moyen appareil régulier avec de nouvelles fenêtres à double ébrasure et le transept nord est voûté.
Le clocher est repris au-dessus d'une corniche qui souligne la base du premier étage. Les parties hautes de l'édifice ont été retouchées, les fenêtres de la nef agrandies. Un oculus ajoure le mur du fond ; deux autres, plus petits, percés dans le mur Sud du transept, donnent de la lumière au-dessus de la voûte actuelle de ce transept. Les contreforts sont refaits, identiques à ceux de l'abside. L’avant-corps intégrant le portail méridional est construit.

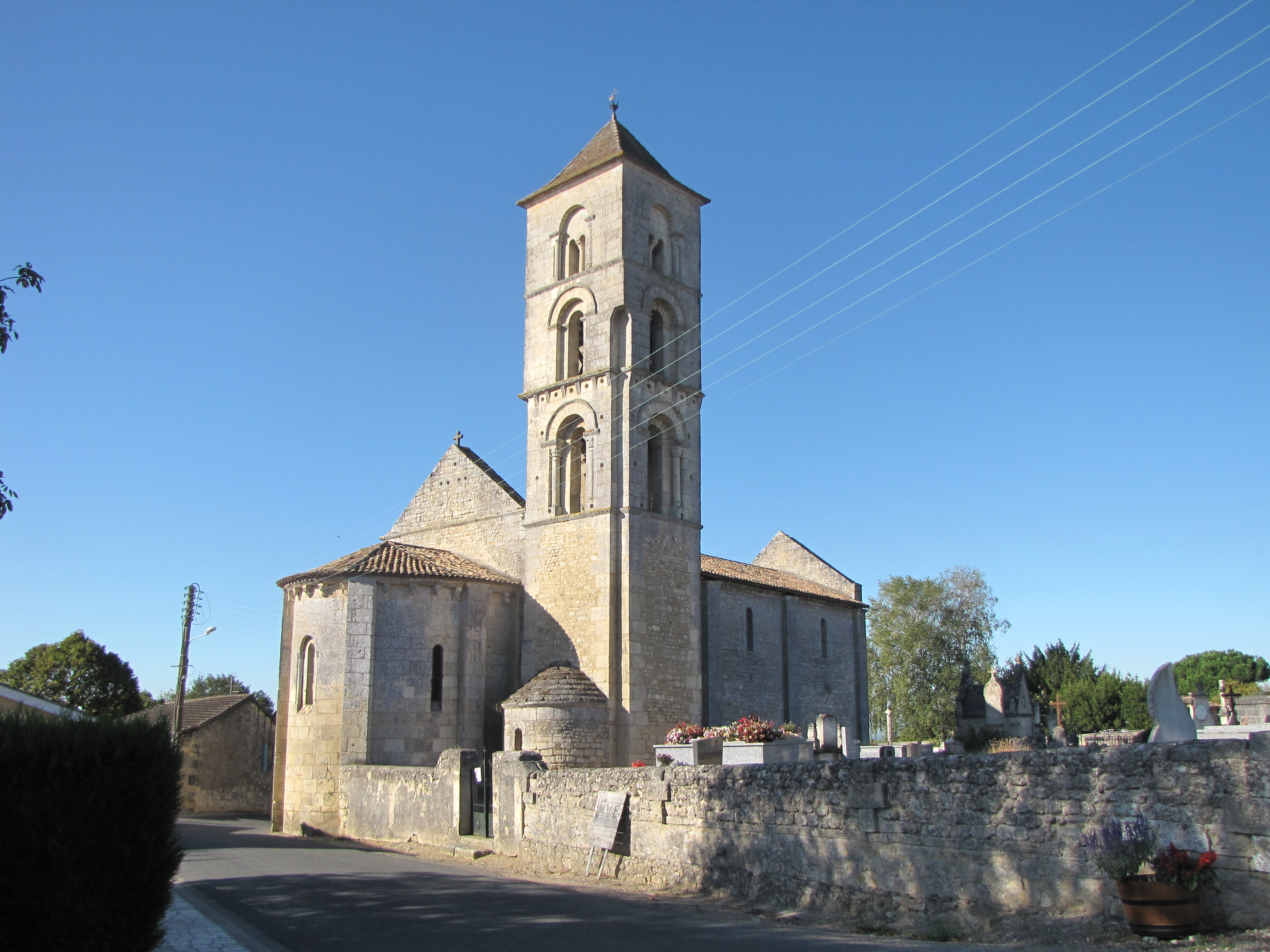
Vue Nord-est
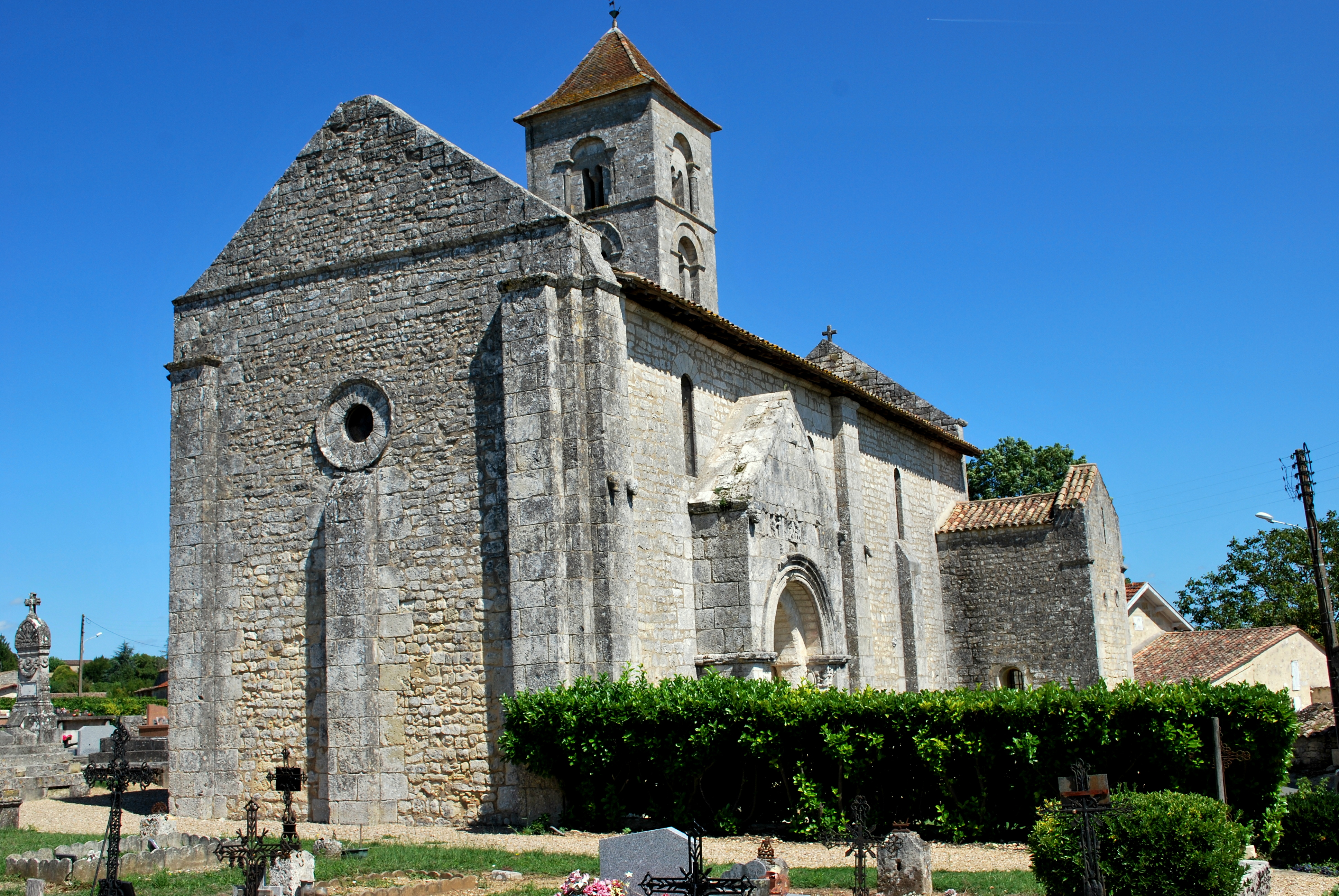
Vue Sud-ouest
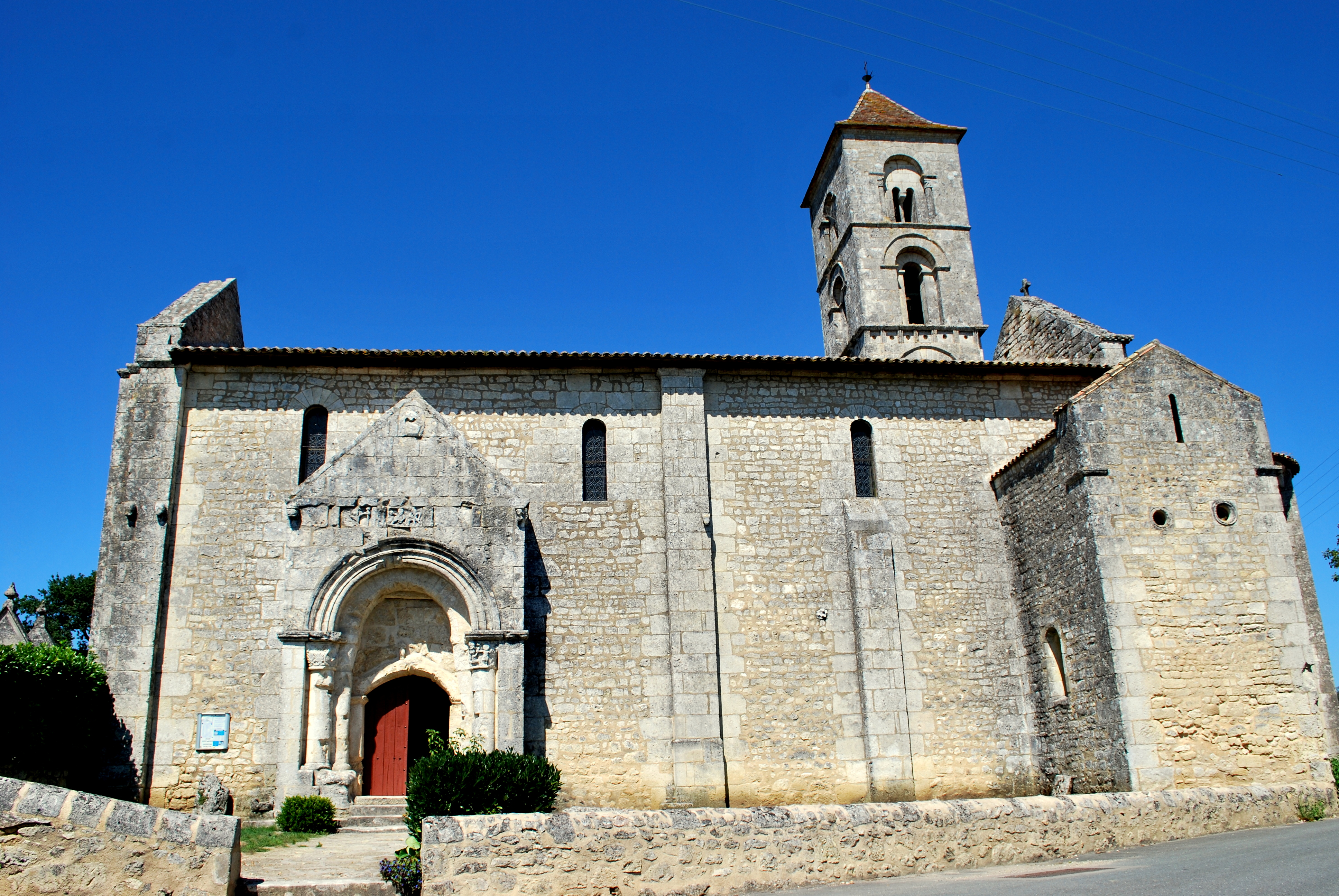
Façade sud
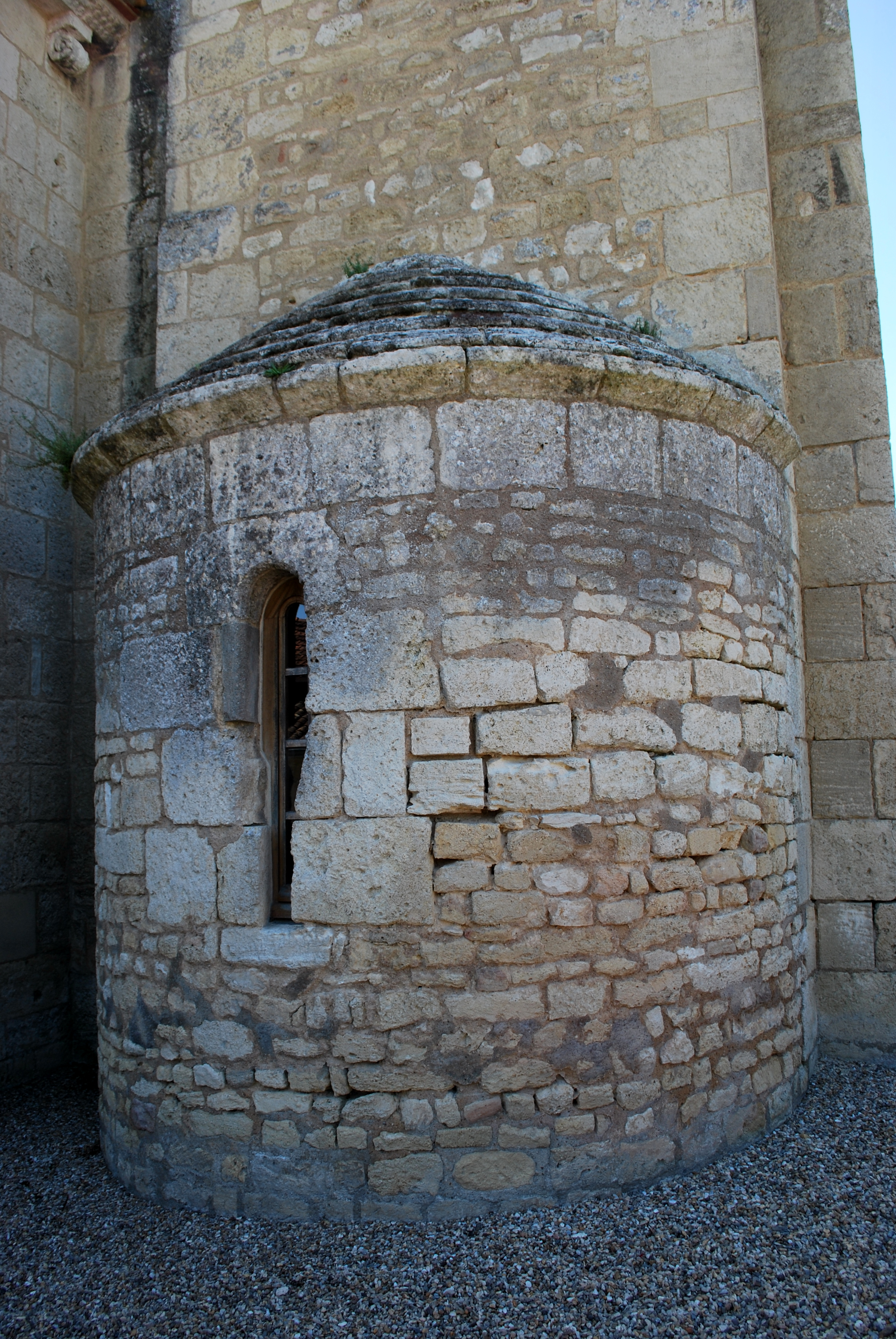
Absidiole nord

### Le clocher
La partie la plus curieuse de l'église est le clocher. Monté en même temps que les constructions auxquelles il adhère, il est à quatre étages: un rez-de-chaussée plein ; ensuite, trois étages, dont chacun a, sur chaque face, une fenêtre en plein cintre. Celles du dernier étage sont séparées par une colonne, formant ainsi deux petites baies géminées.
La tour est plus étroite à la base qu'au sommet, de 15 à 20 cm. De plus, sur les arêtes Nord-Est et Sud-Est, la construction est échancrée en angle rentrant, jusqu'à la base du second étage au Sud-Est, jusque vers le milieu de ce même étage au Nord-Est; à partir de ce niveau, elle reprend toute sa largeur, de sorte que la différence, quand on regarde la tour de biais, parait beaucoup plus accusée qu'elle n'est.
Une autre singularité du clocher consiste dans la façon dont est traitée la corniche de premier étage: entre les modillons, qui sont de forme inaccoutumée, certaines métopes sont forées de trous ronds. Des trous analogues se voient en d'autres endroits du clocher et dans le pignon voisin, où ils sont cernés de traits concentriques. On trouve le même style de métope à l'église Notre-Dame de Cornemps.

### Le portail
|  |

|  |

|  |

|  |

Le portail méridional date de la fin du XIe siècle et l'avant-corps dans lequel il s'ouvre date du début du XIIe siècle. Cet avant-corps est inspiré de l'art antique avec son arc triomphal haut et étroit dominé par un fronton triangulaire. À l'intérieur, dans l'axe qui domine l'entrée se trouve une ouverture, en hauteur, communiquant avec une logette d'où l'on pouvait se protéger contre l'assaillant pendant la Guerre de Cent Ans au XIVe siècle et les Guerres de religion au XVIe siècle.
L'arc de l'entrée est porté par deux paires de colonnettes engagées, trapues et vigoureuses.
- Le chapiteau à l'ouest est décoré de feuilles de chêne en frise, mais celui à l'est est historié.
- Sur la face occidentale de la corbeille on voit un lion dressé sur ses pattes arrière, la queue rentrée puis redressée est terminée en couronne.

Sa jambe avant droite est saisie par la main droite d'un personnage qui se trouve sur l'angle de la corbeille. La gueule du lion est en train d'avaler la tête de cet homme. L'homme parait nu, les jambes écartées.
Sur la face sud de la corbeille, un deuxième homme habillé en tunique courte, une ceinture autour de la taille. Avec sa main droite il agrippe le bras gauche du premier homme. Son bras gauche a disparu avec le temps.
Ce thème de mise en garde est fréquent dans l'iconographie romane. L'homme pécheur, qui suit ses instincts animales vers la luxure peut entrainer avec lui des imprudents.
- Au sommet de l'arc de la porte originelle se trouve la sculpture d'un personnage qui prie, les mains jointes. Il semble d'être un ajout, car le style de la sculpture est plutôt du XIVe siècle.

Au-dessus de l'arc est disposée une ligne de modillons/métopes dont il ne subsistent que :
- Deux métopes sculptés en très bas relief : un personnage qui tient un bâton en forme de tau (peut-être un bâton cantoral ?) et deux personnages qui semblent combattre. On retrouve ce bâton 'tau' à l'intérieur de l'église sur le sixième chapiteau nord de l'arcature du sanctuaire. Là il est tenu par des hommes sodomites.

| - Homme avec un bâton 'tau' - Le combat |

- Deux modillons aux extrémités de l'avant-corps ; trois modillons incrustés dans les contreforts ouest (deux têtes informes) et central du mur sud (une tête de bélier).

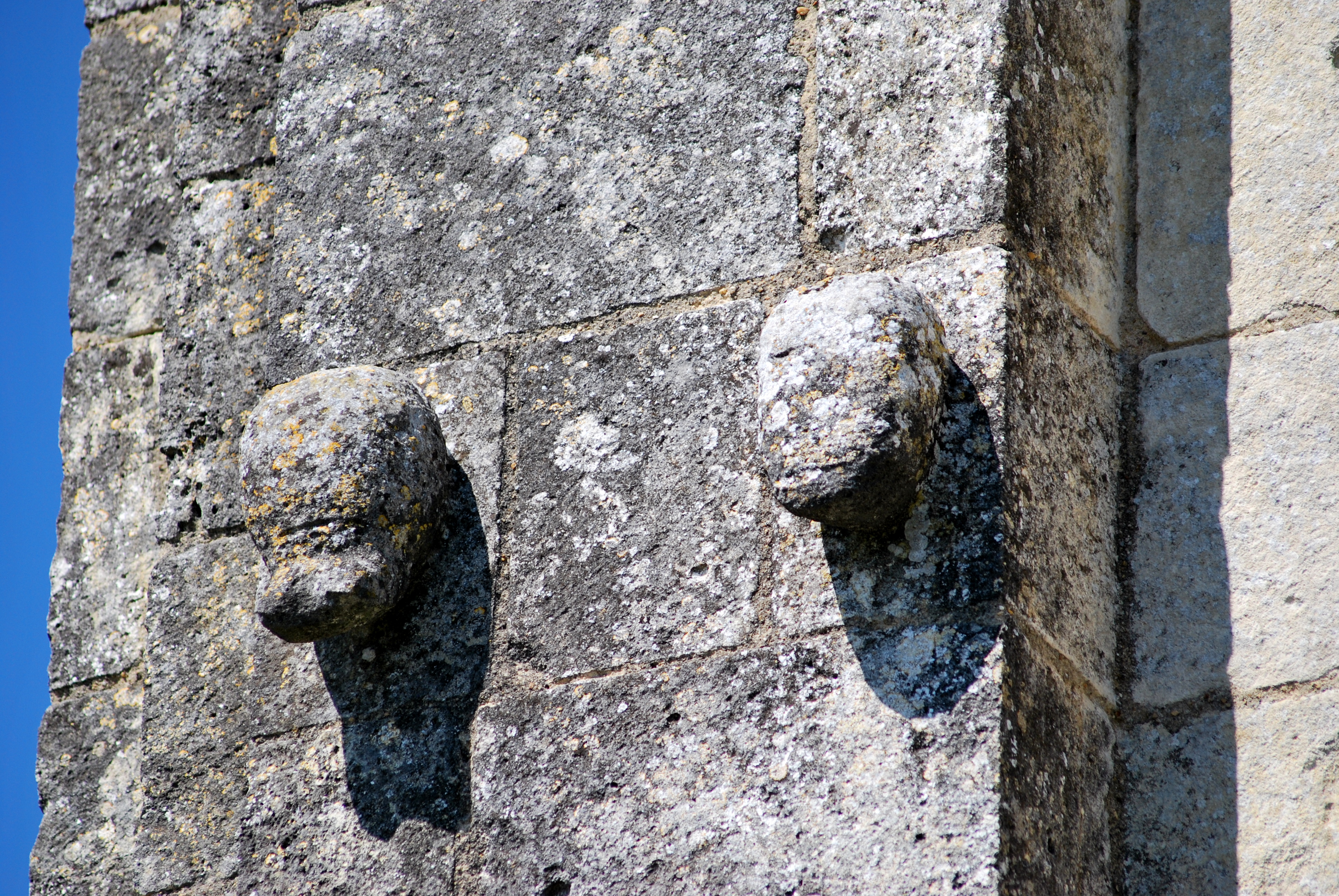
Contrefort sud-ouest
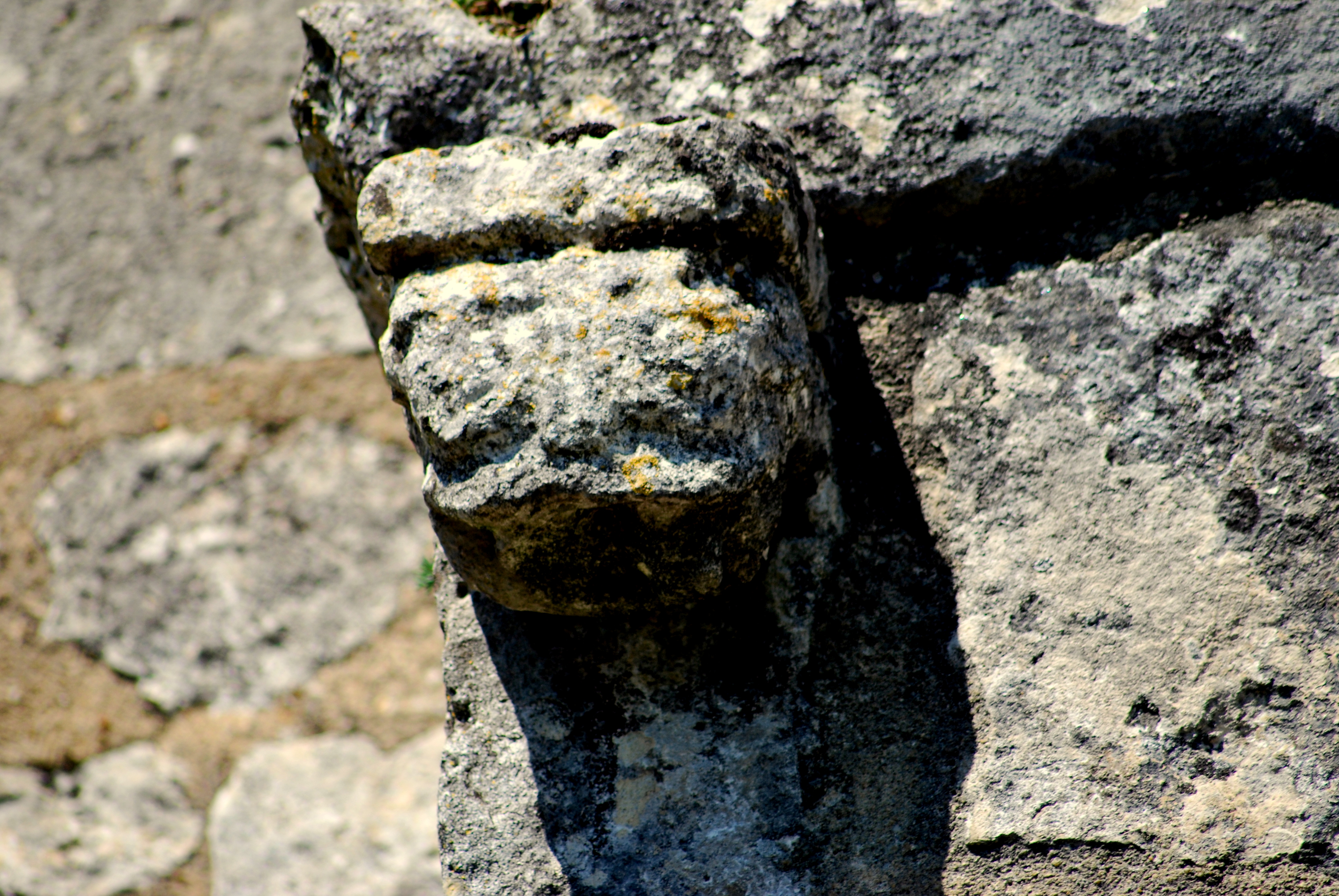
Fronton ouest
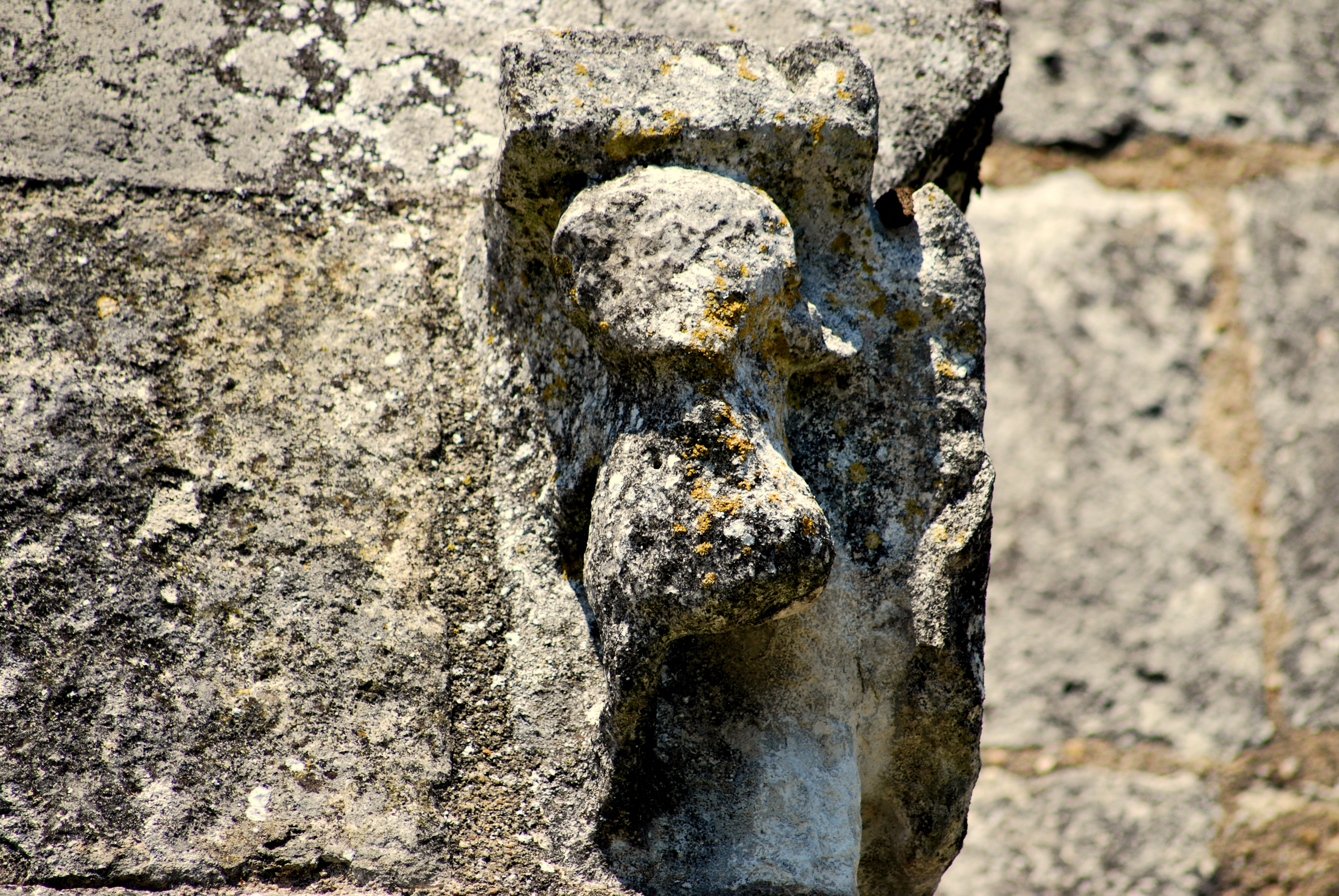
Fronton est
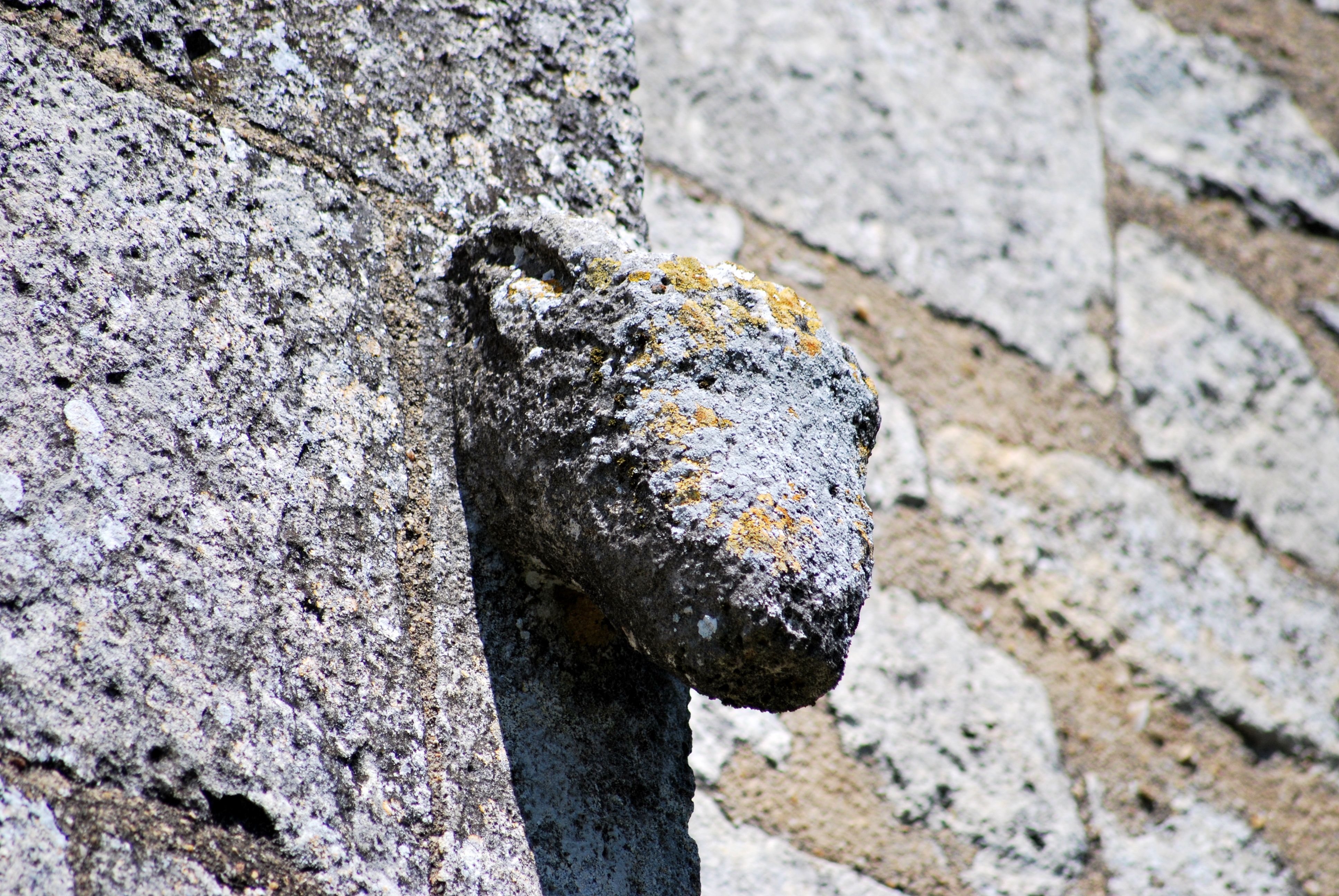
Contrefort central sud

### Les modillons
L'abside principale est décorée de modillons figurés du début du XIIe siècle. Les représentations sont des classiques de l'iconographie des modillons romans. On trouve : des cracheurs de rinceaux (hommes et animaux) ; des tireurs de langue (hommes et animaux), un geste très obscène à l'époque ; des symboles des péchés capitaux (luxure et vanité) ; des professions maudites (joueur de cor) et des têtes d'animaux maléfiques (bouc, loup, serpent).

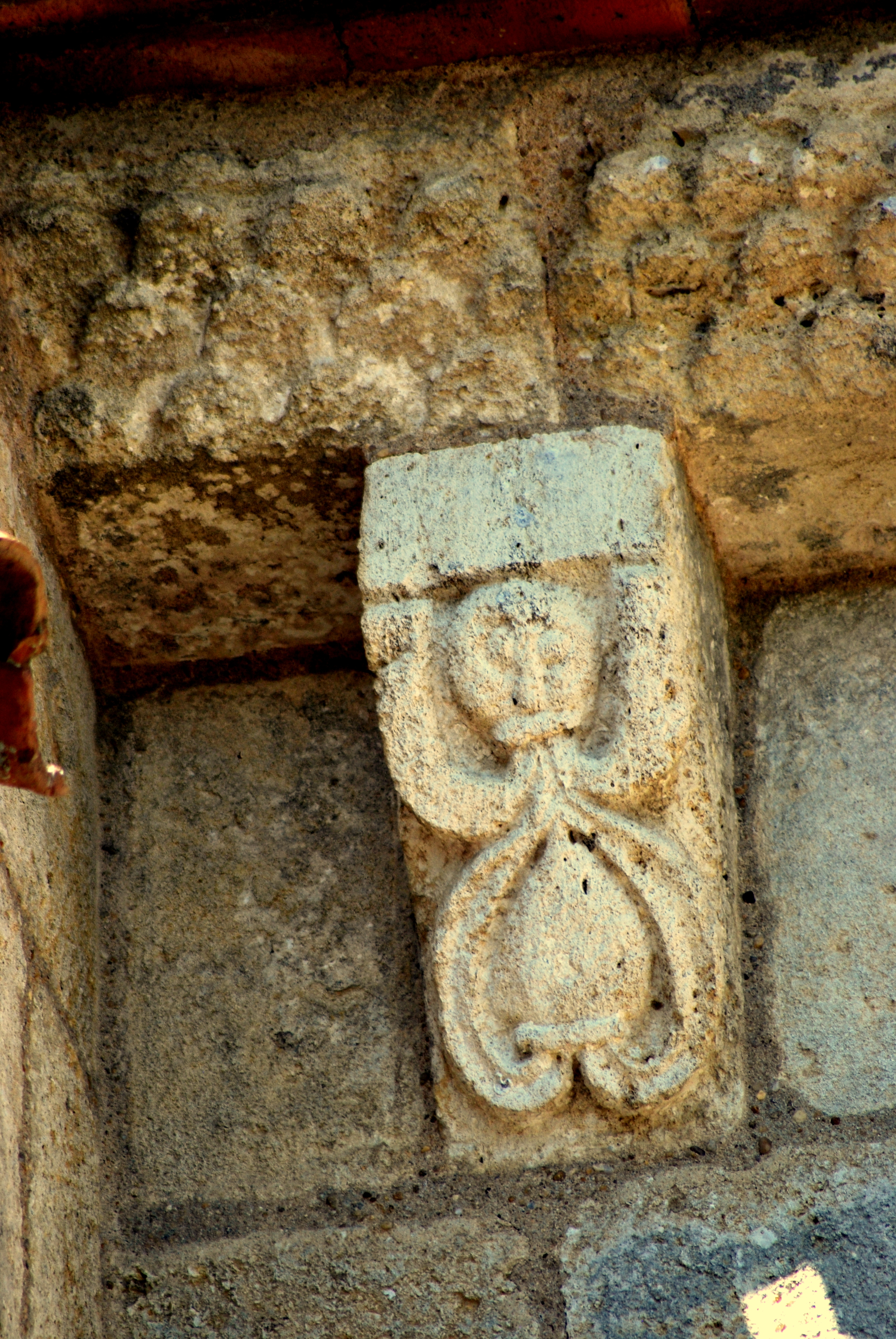
Cracheur de rinceaux
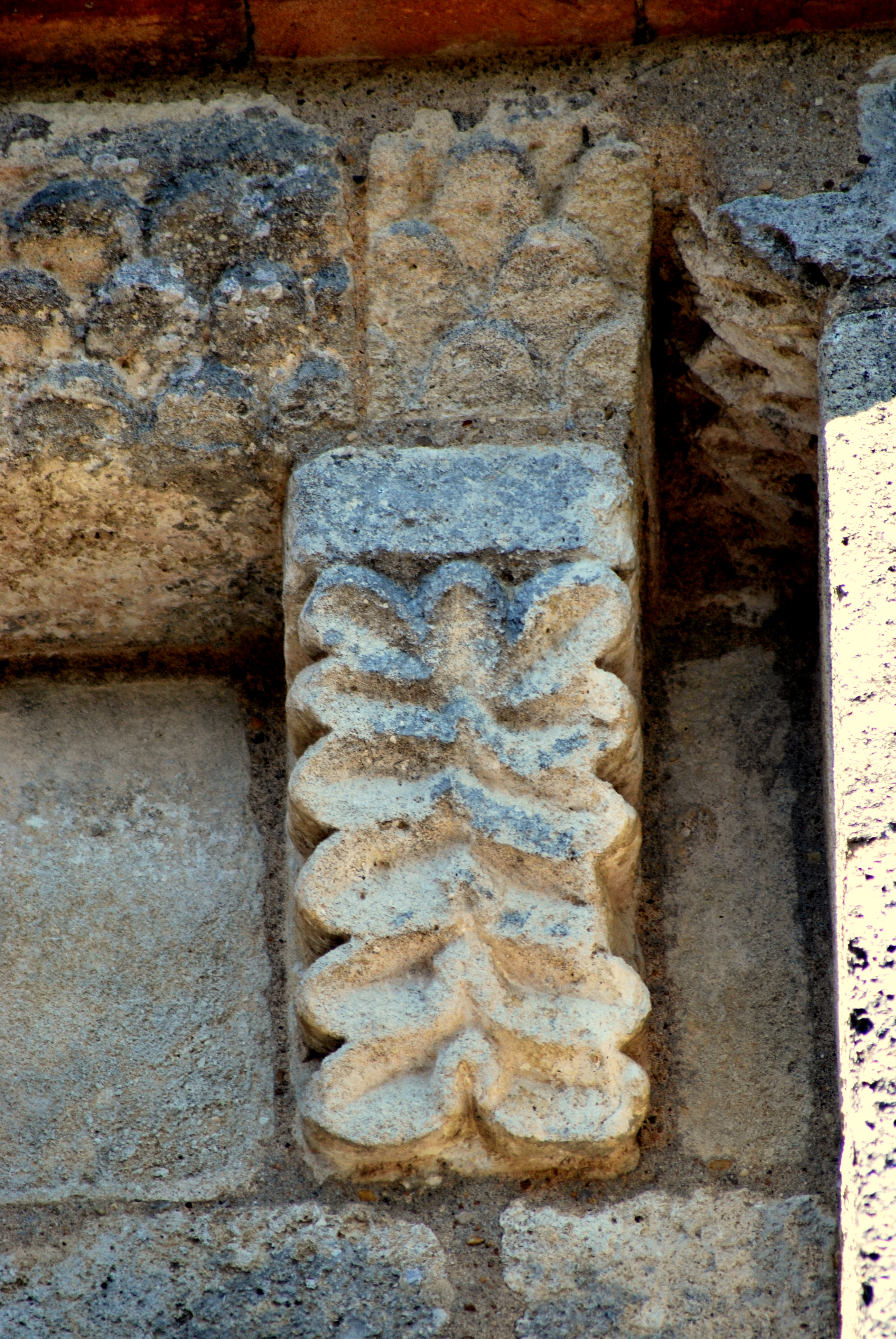
Feuillage
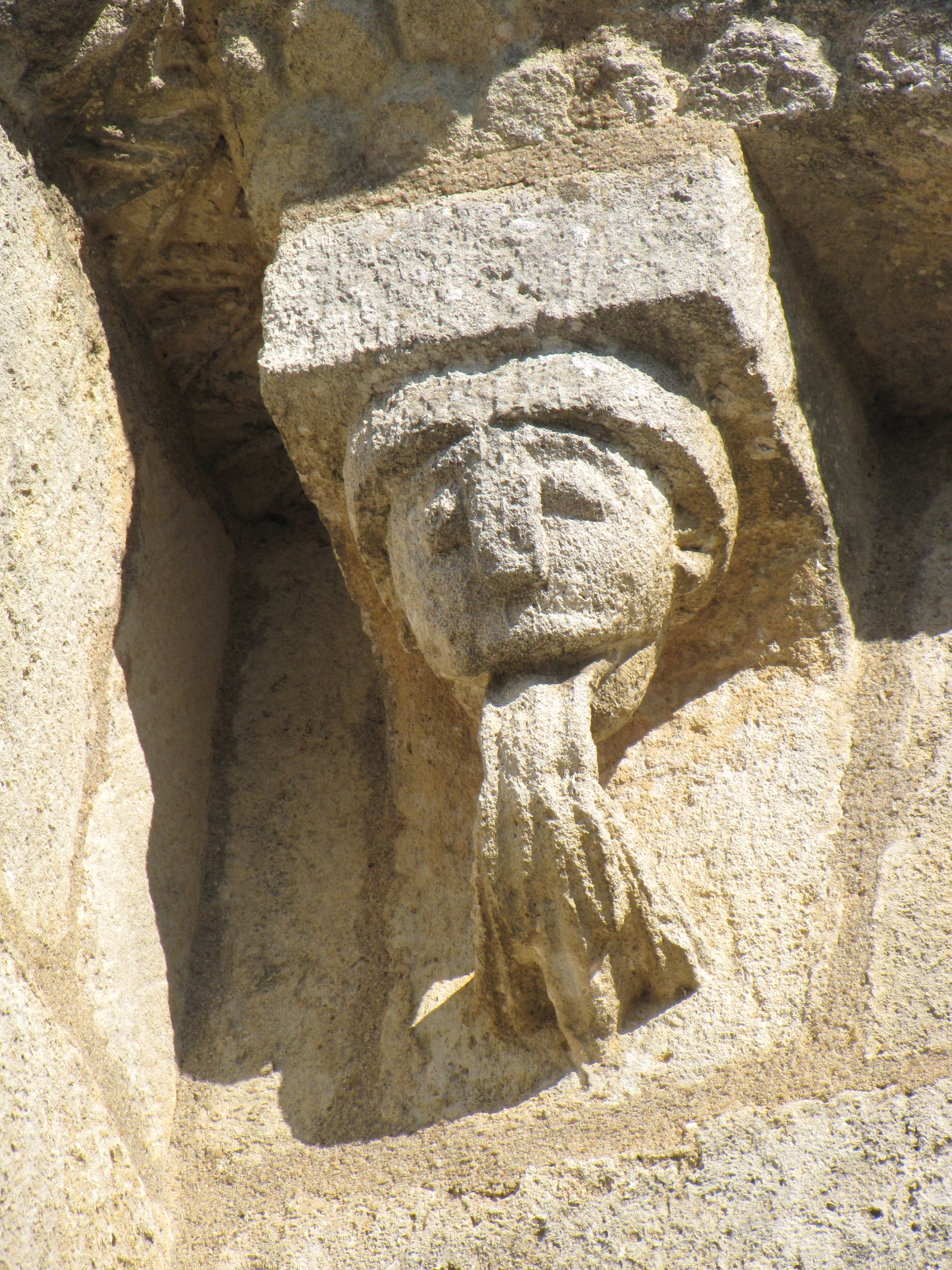
Tireur de langue
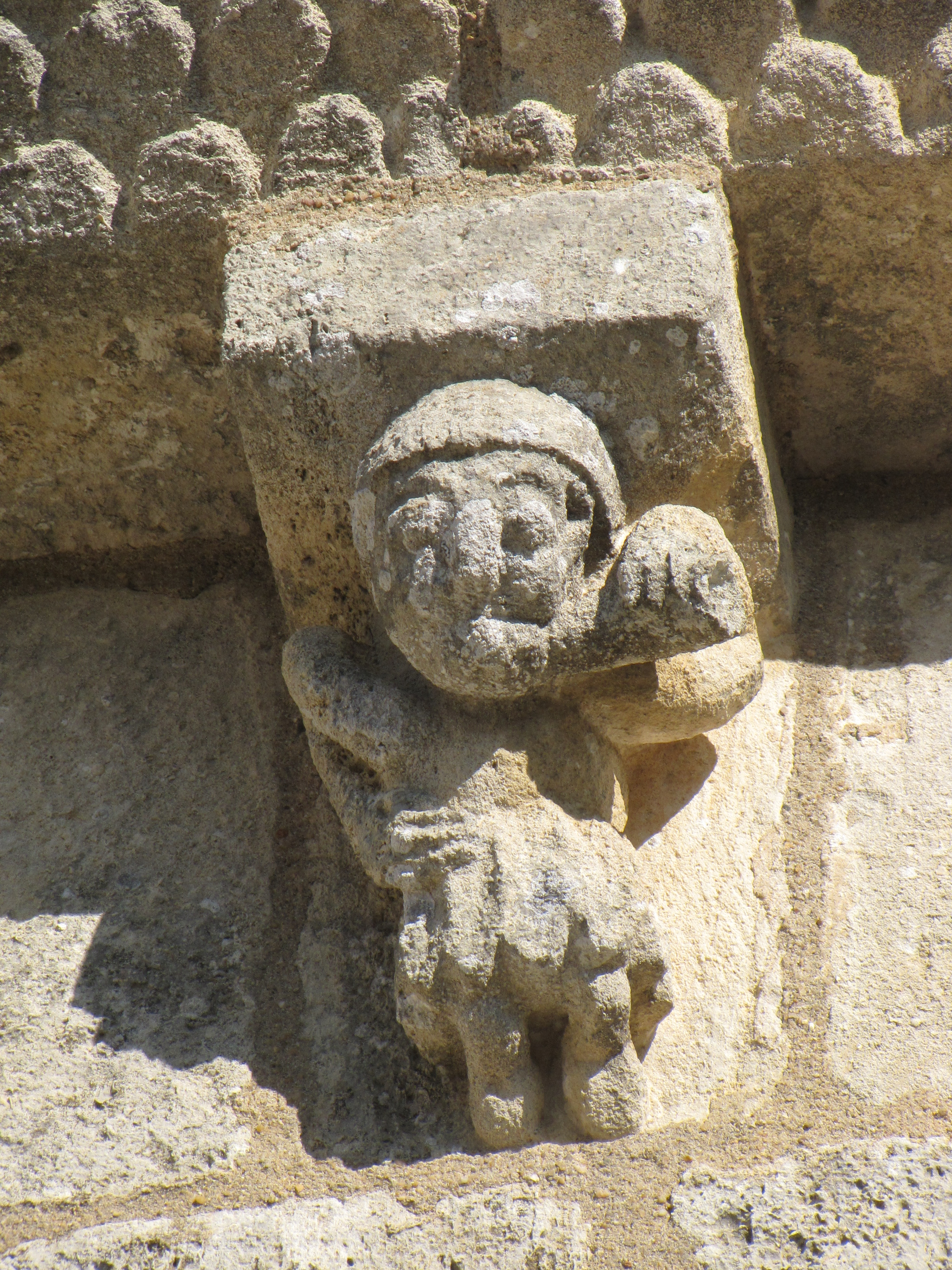
Joueur de cor
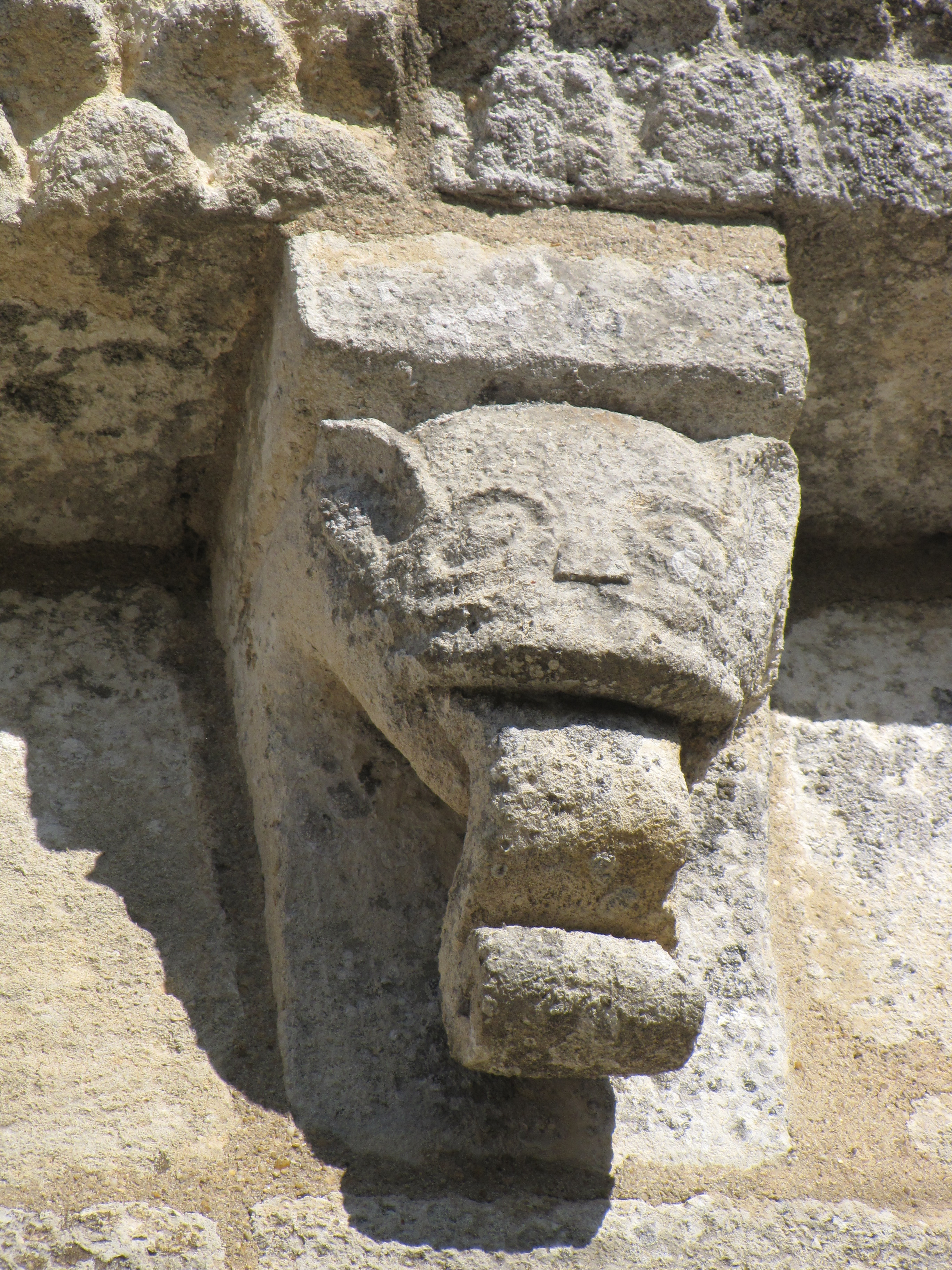
Bête tirant la langue
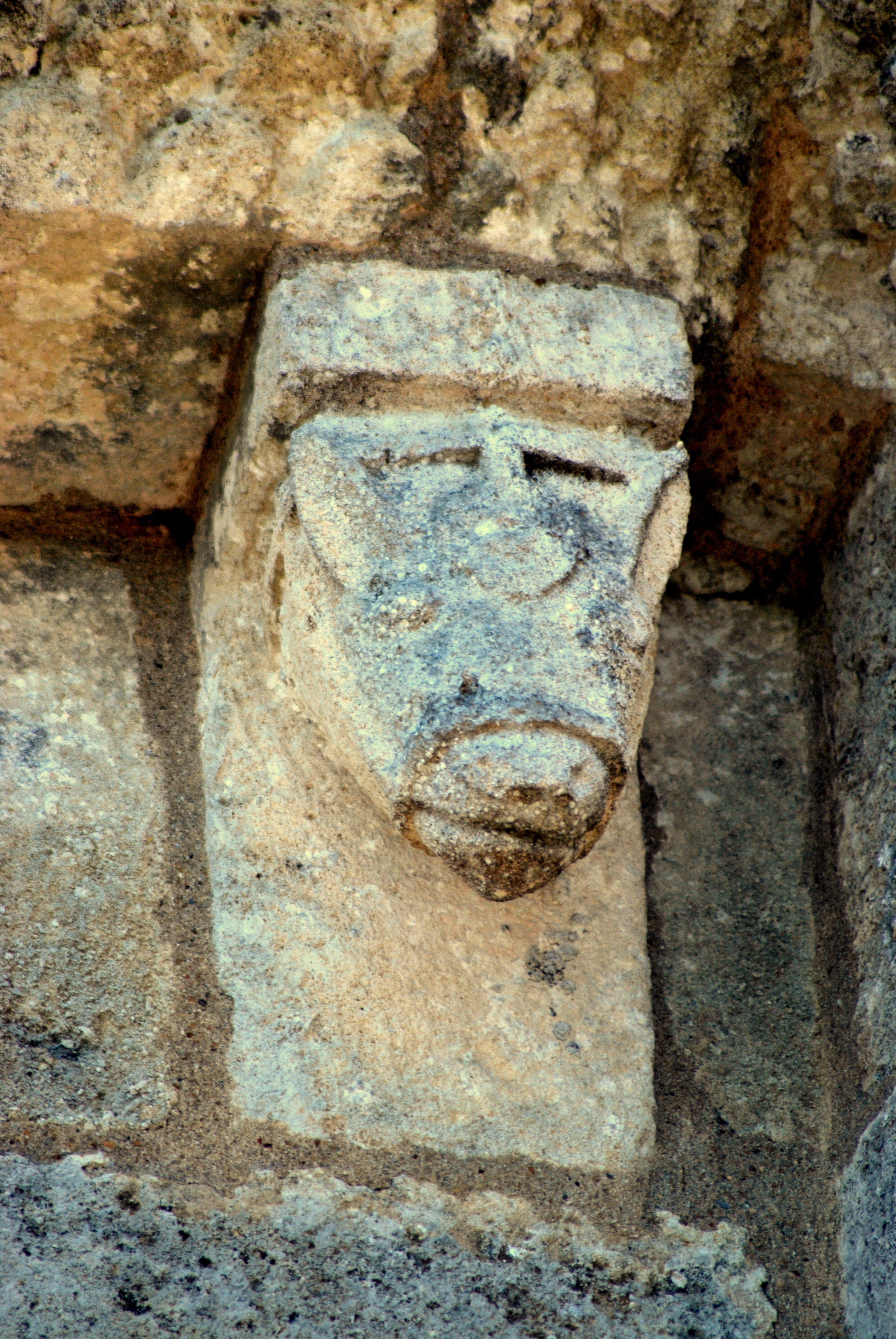
Bête de somme
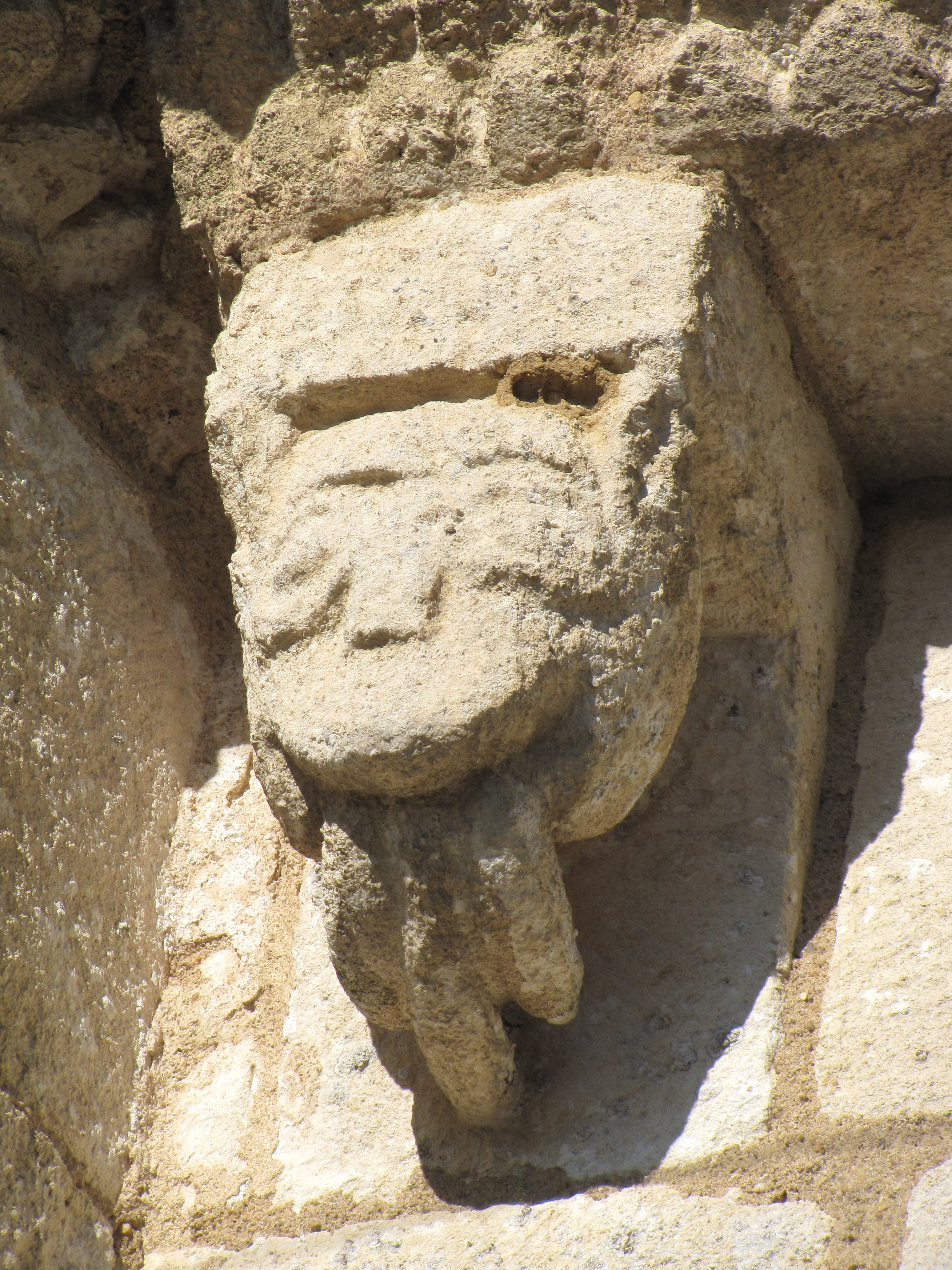
Felin
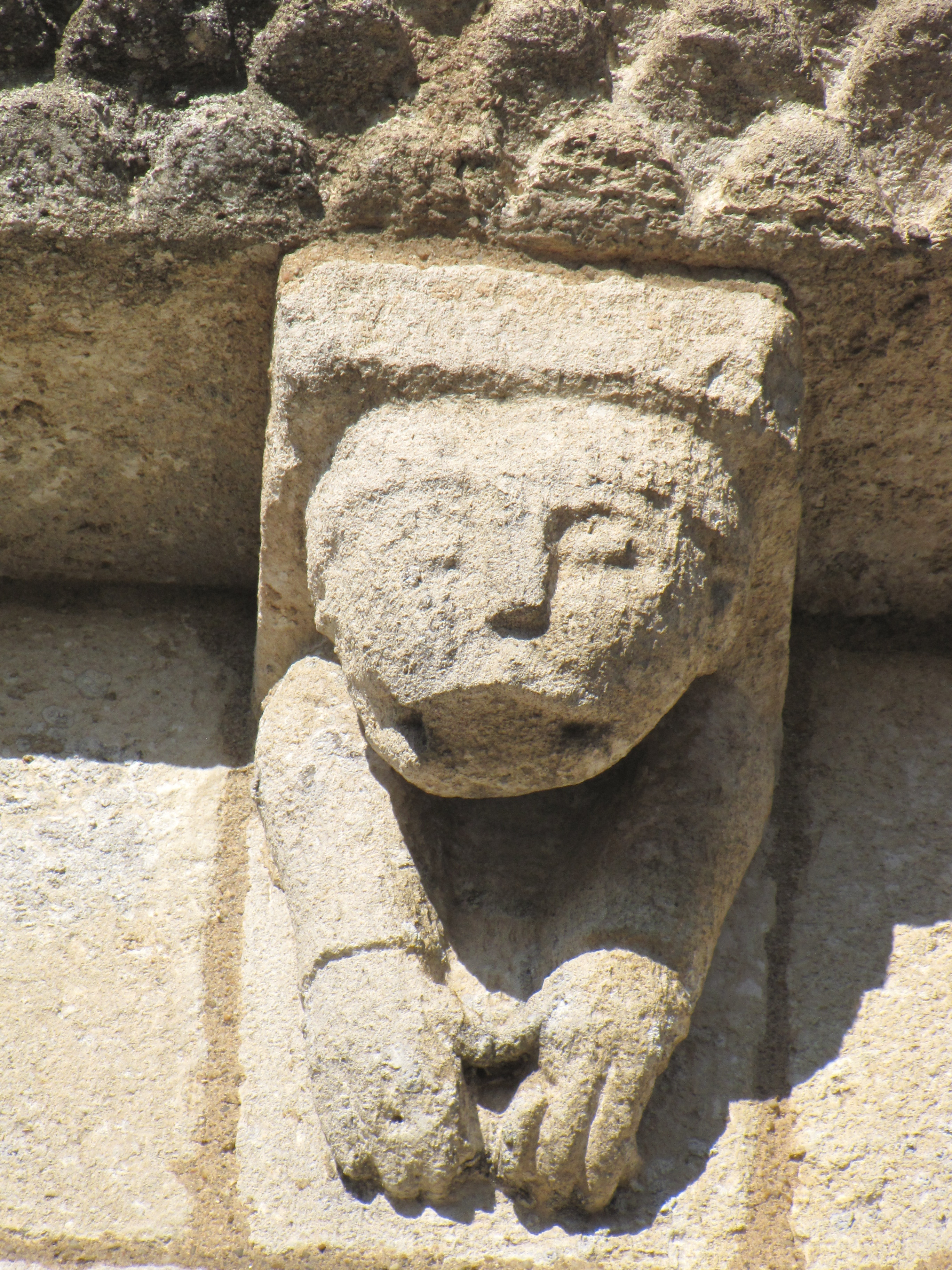
Homme tirant langue
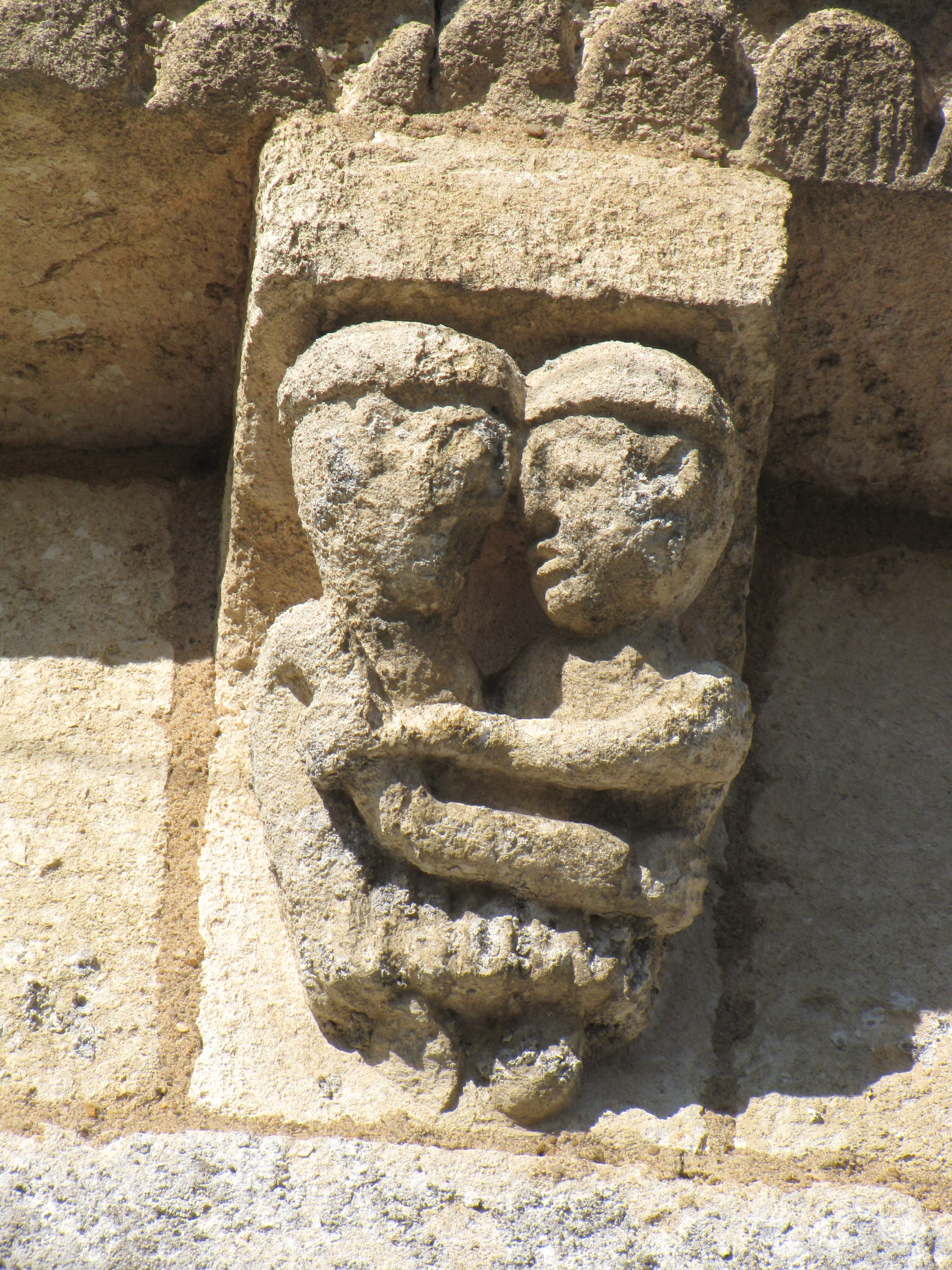
Deux hommes enlacés
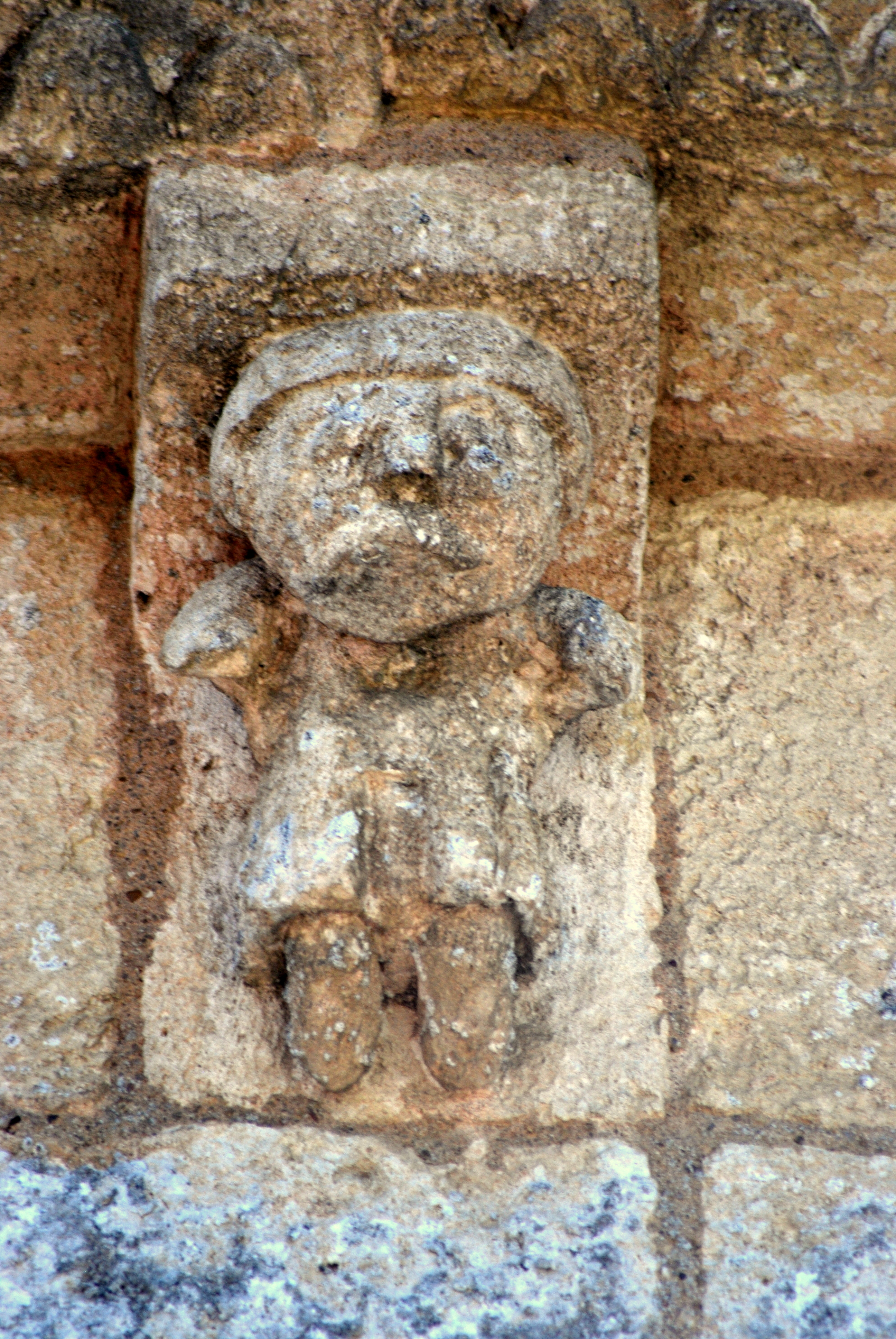
Homme moustachu
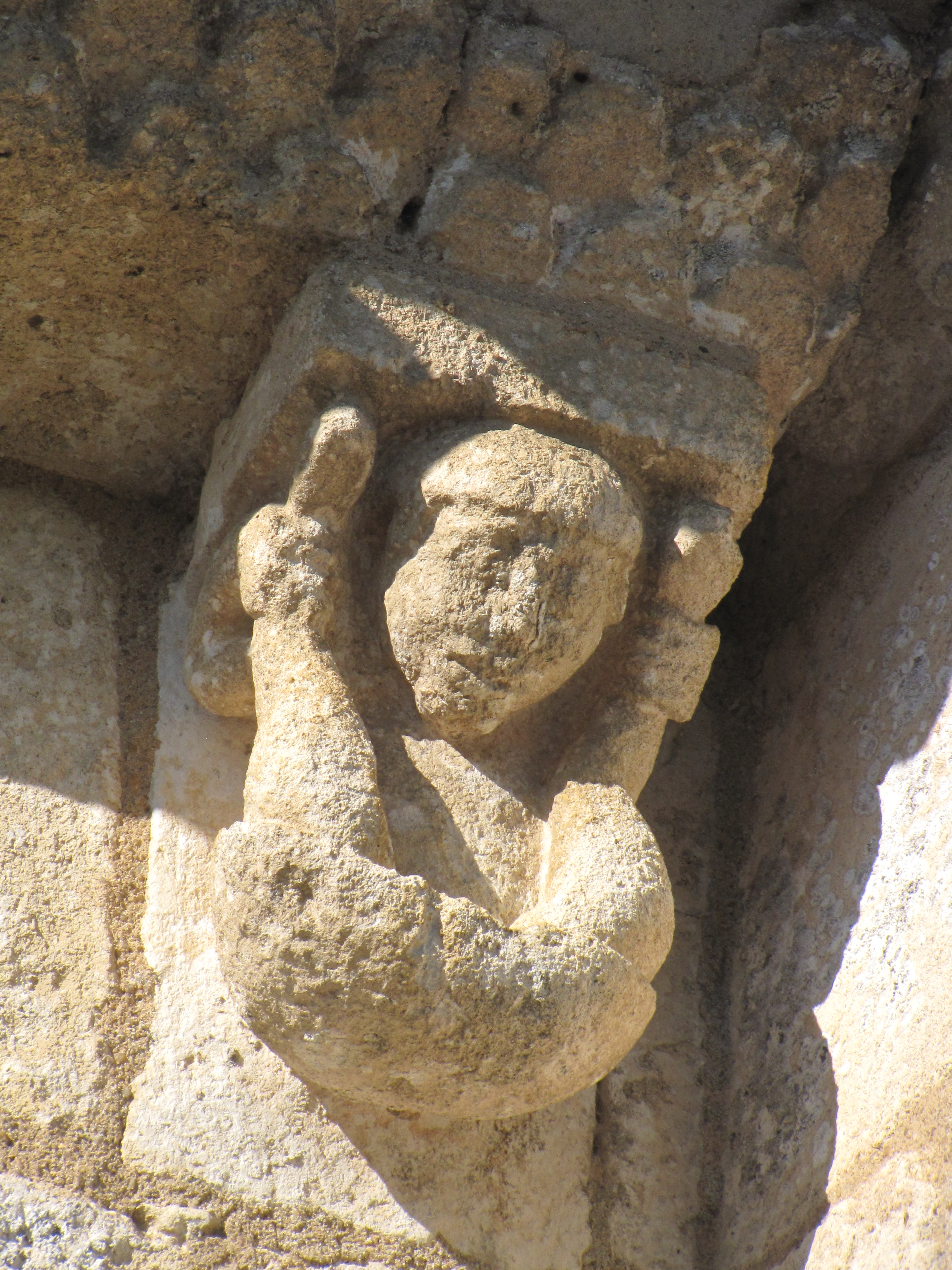
Exhibitionniste anal
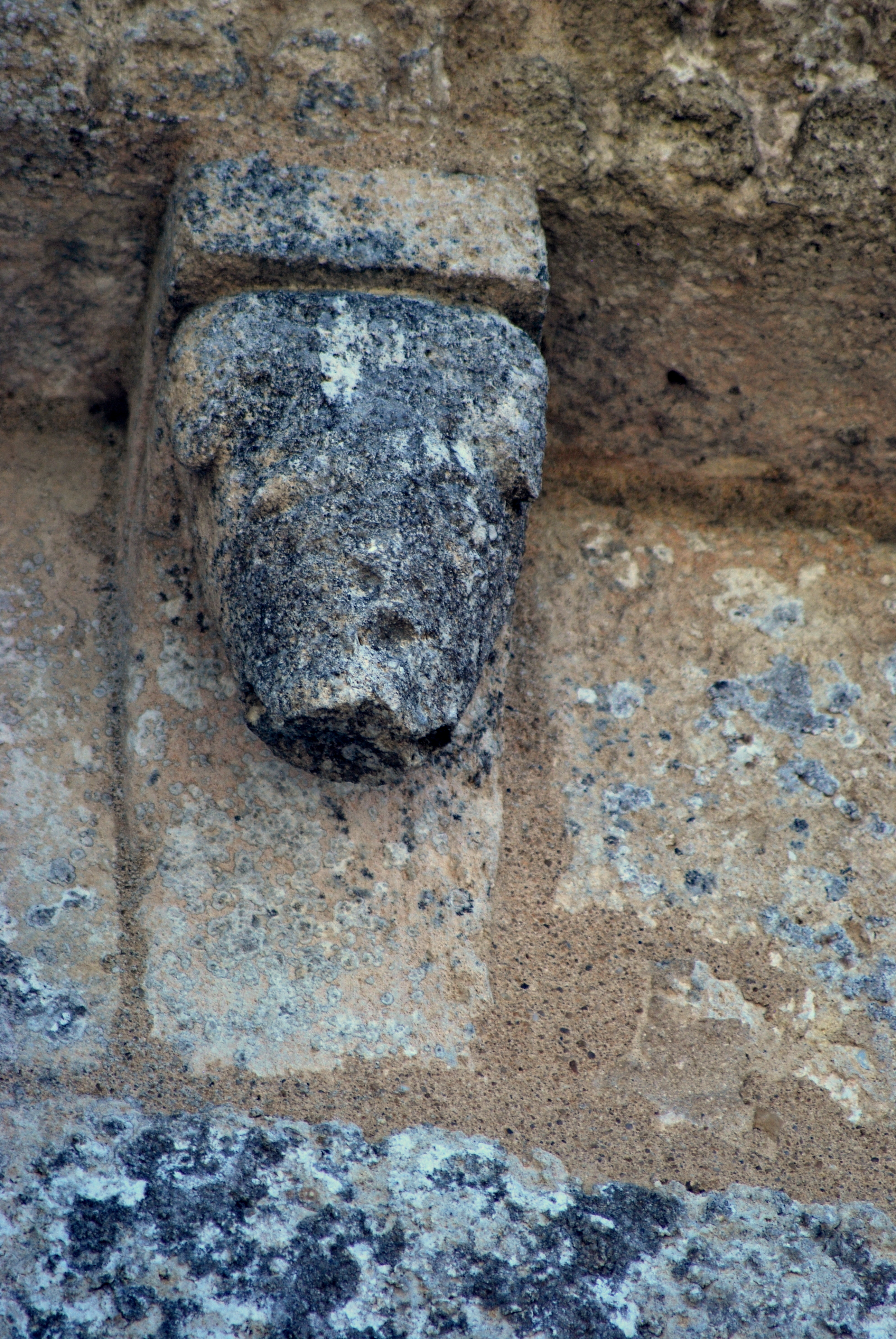
Tête d'animaux
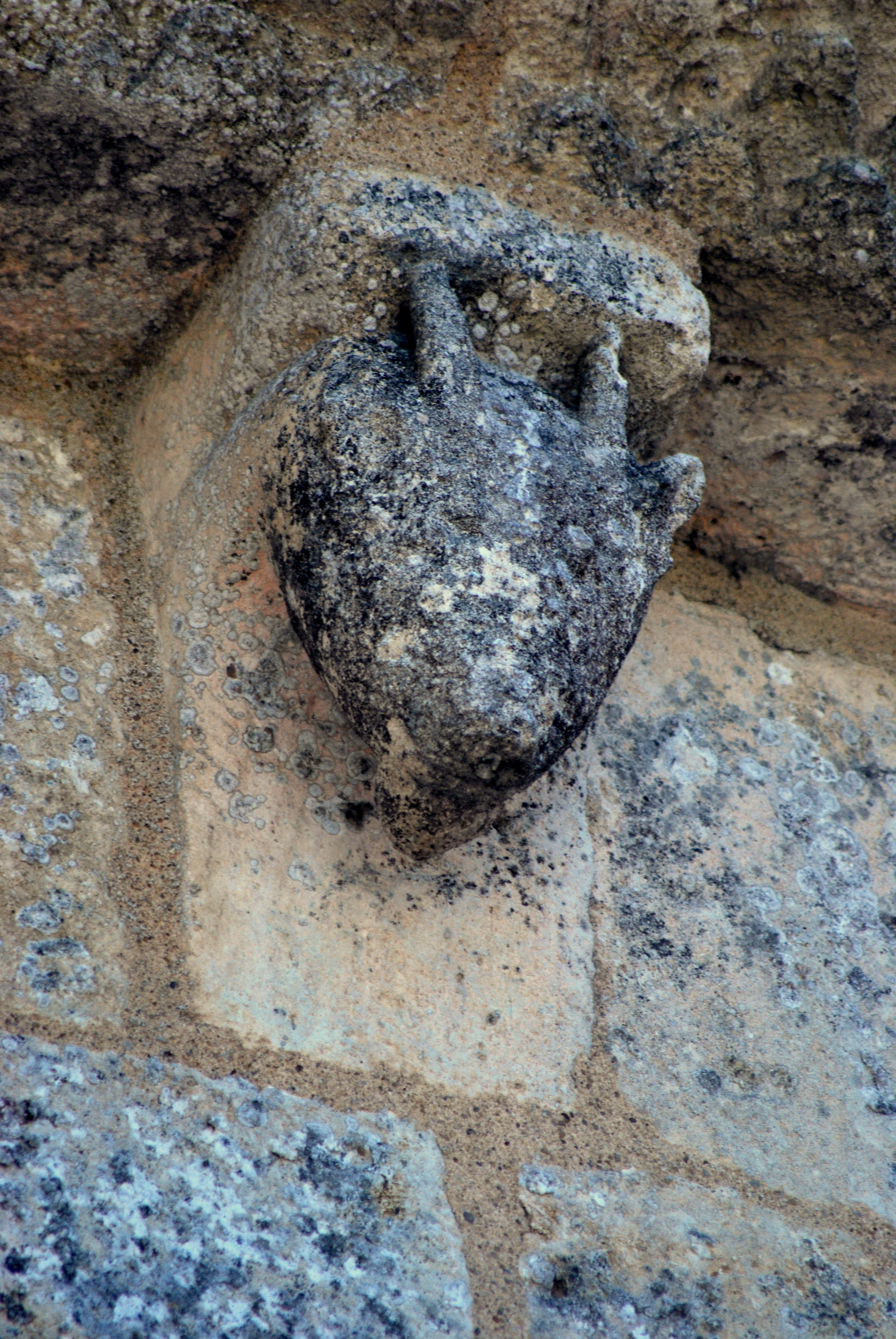
Tête de bouc
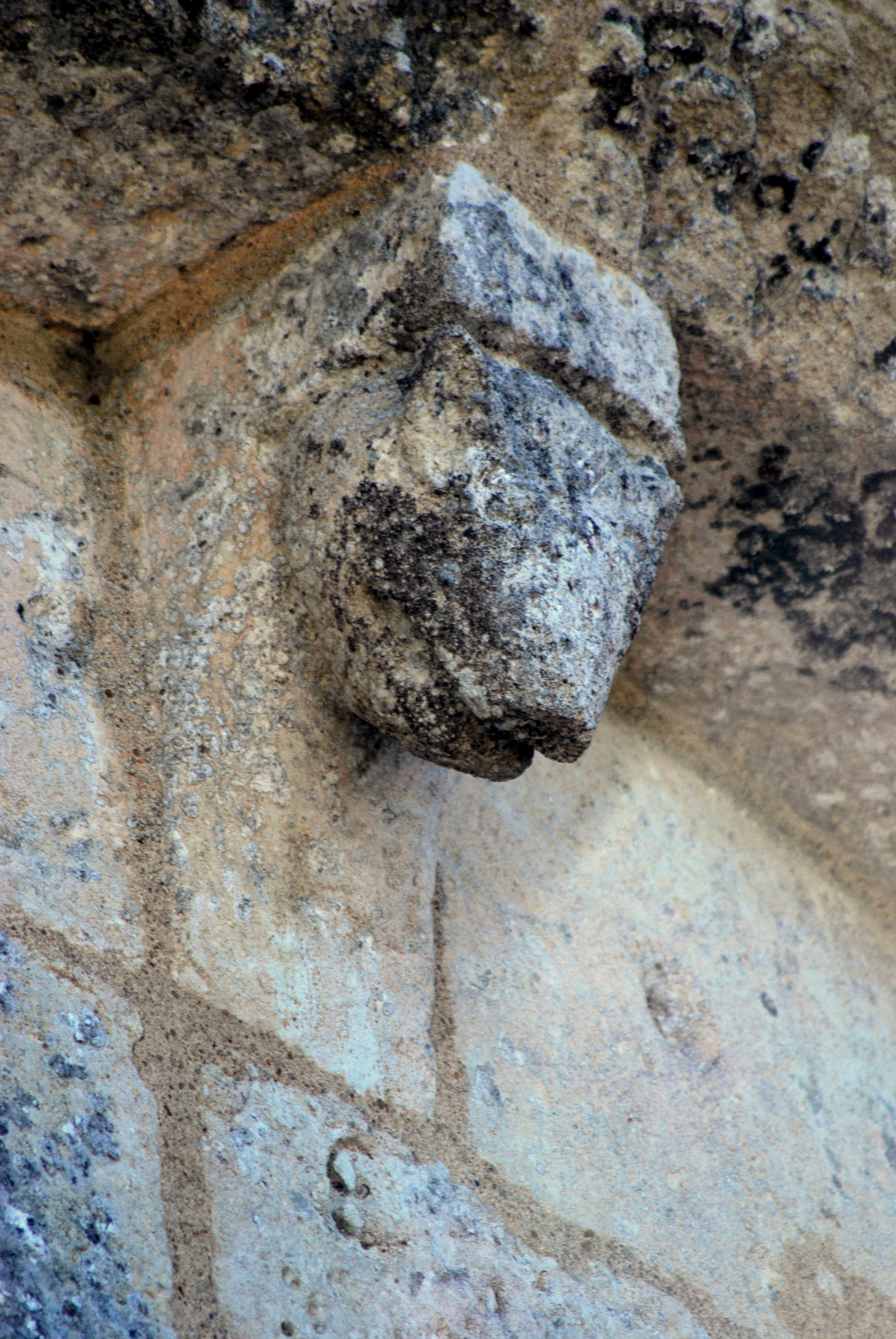
Tête de loup
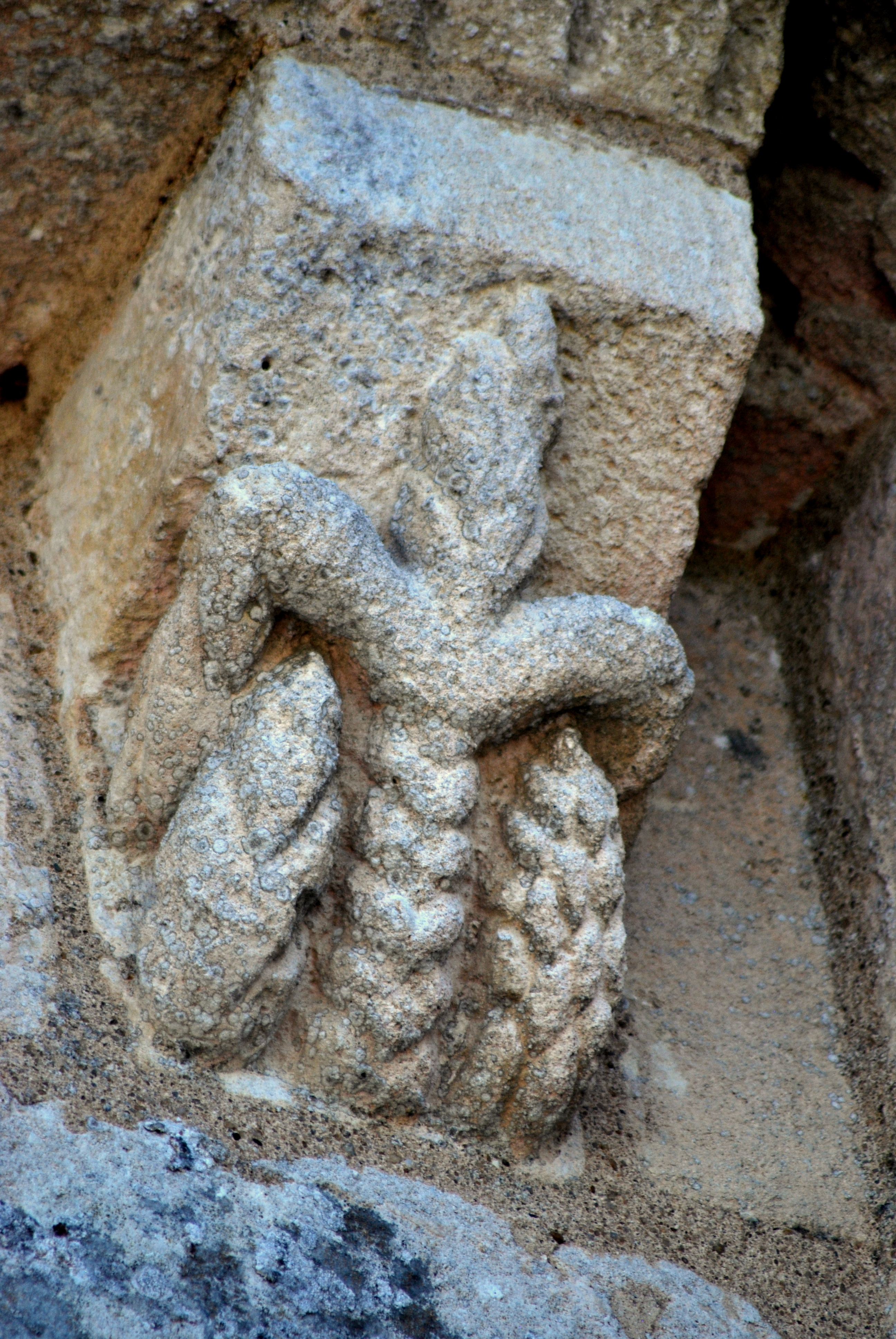
Pignes et serpent ?
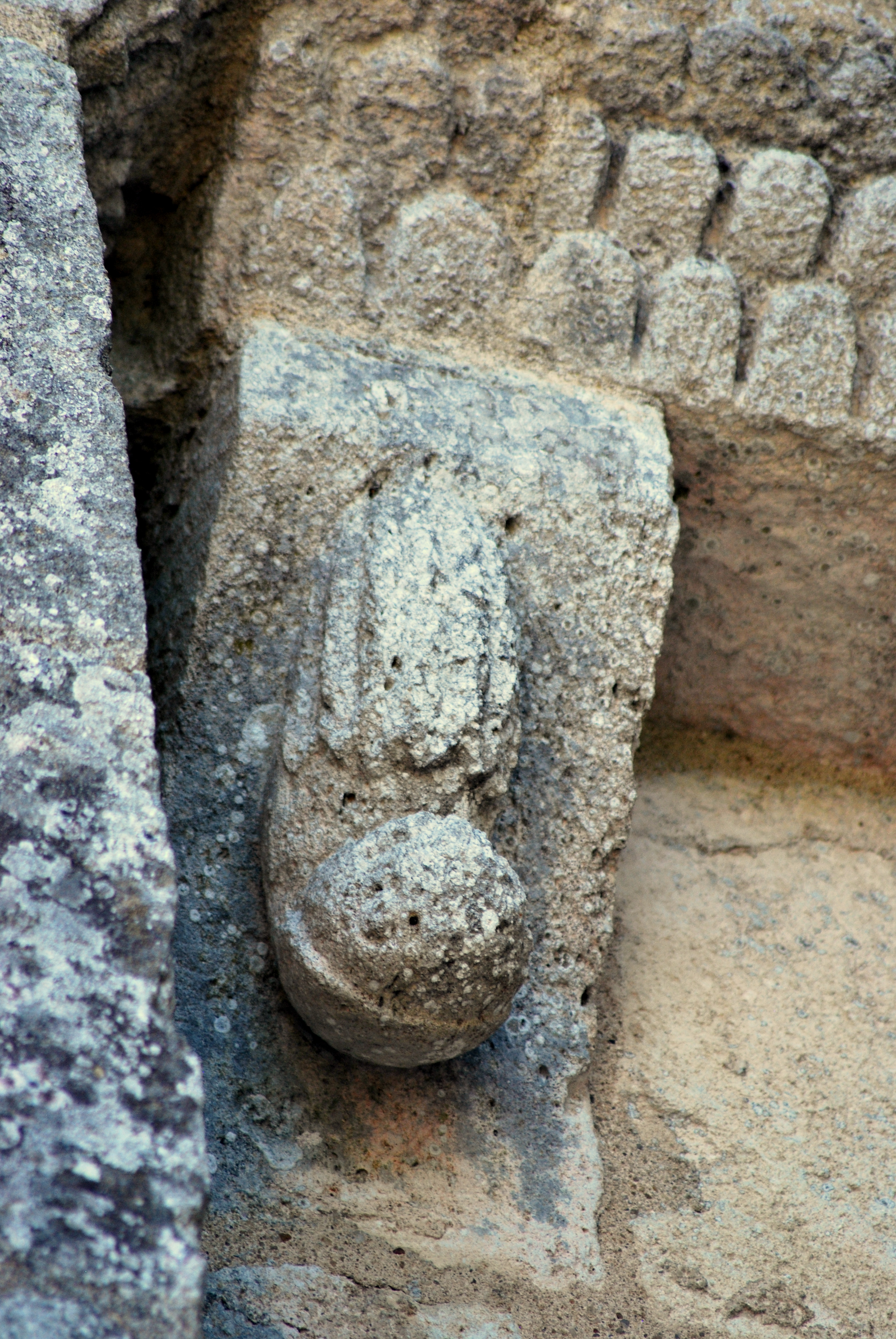
?
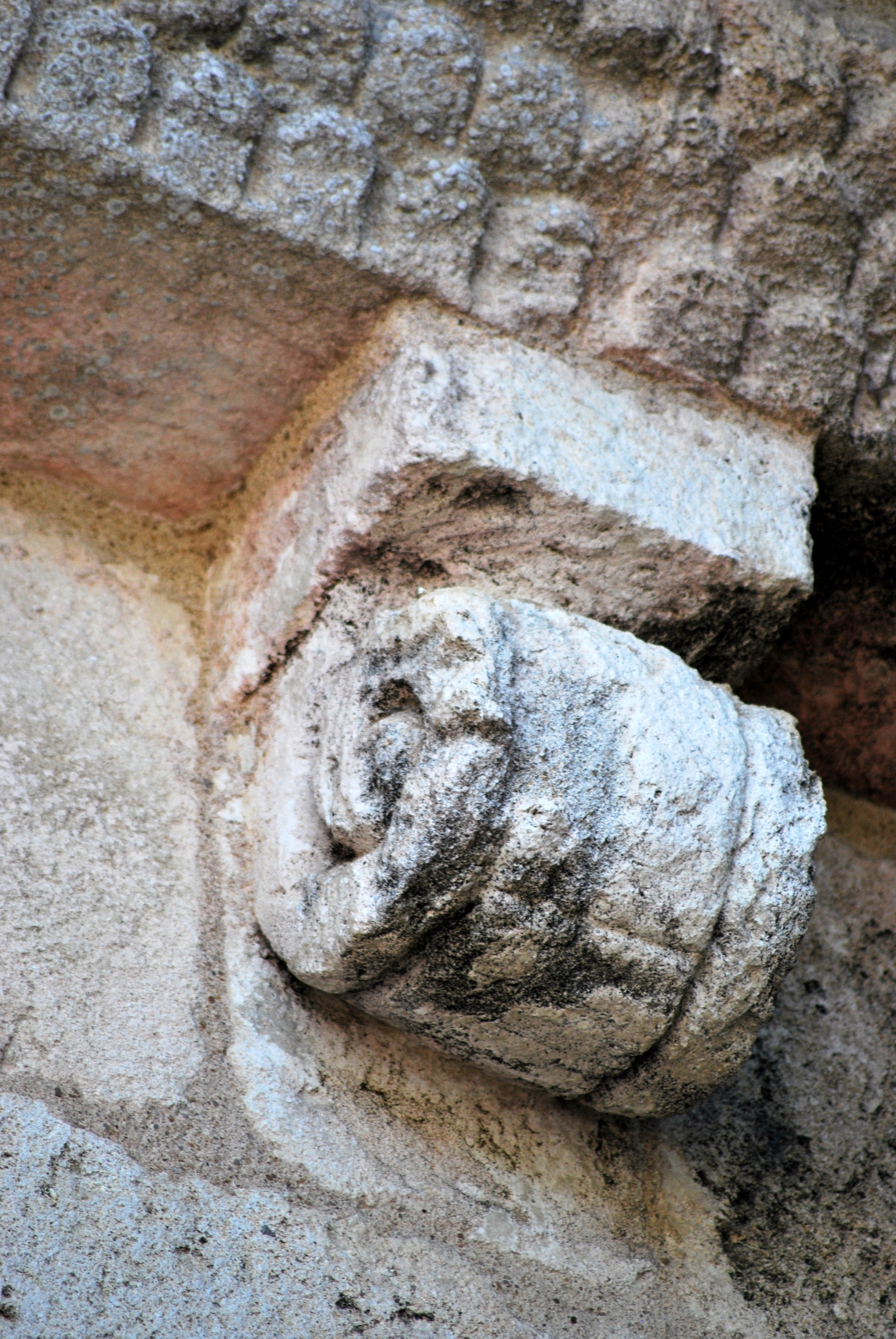
Barrique

### L'intérieur
L’intérieur de l’église est très sobre. La nef est dépourvue de tout décor sculpté, le plafond est en bois et la charpente apparente. Le mobilier de la nef est très réduit : deux anciens bénitiers, une chaire à prêcher et un tableau. Le décor sculpté est concentré dans le presbytérium.

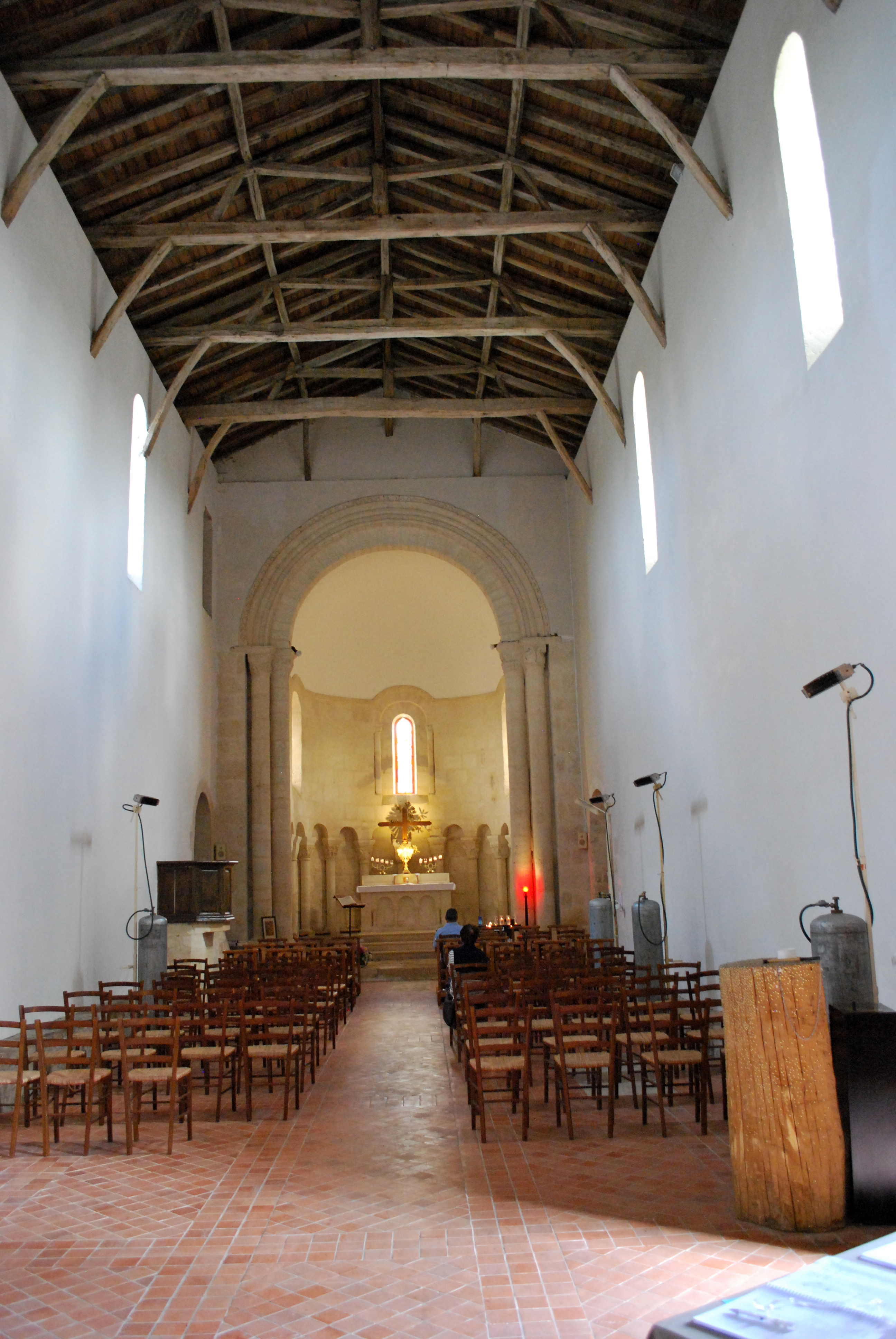
La nef vers l'est
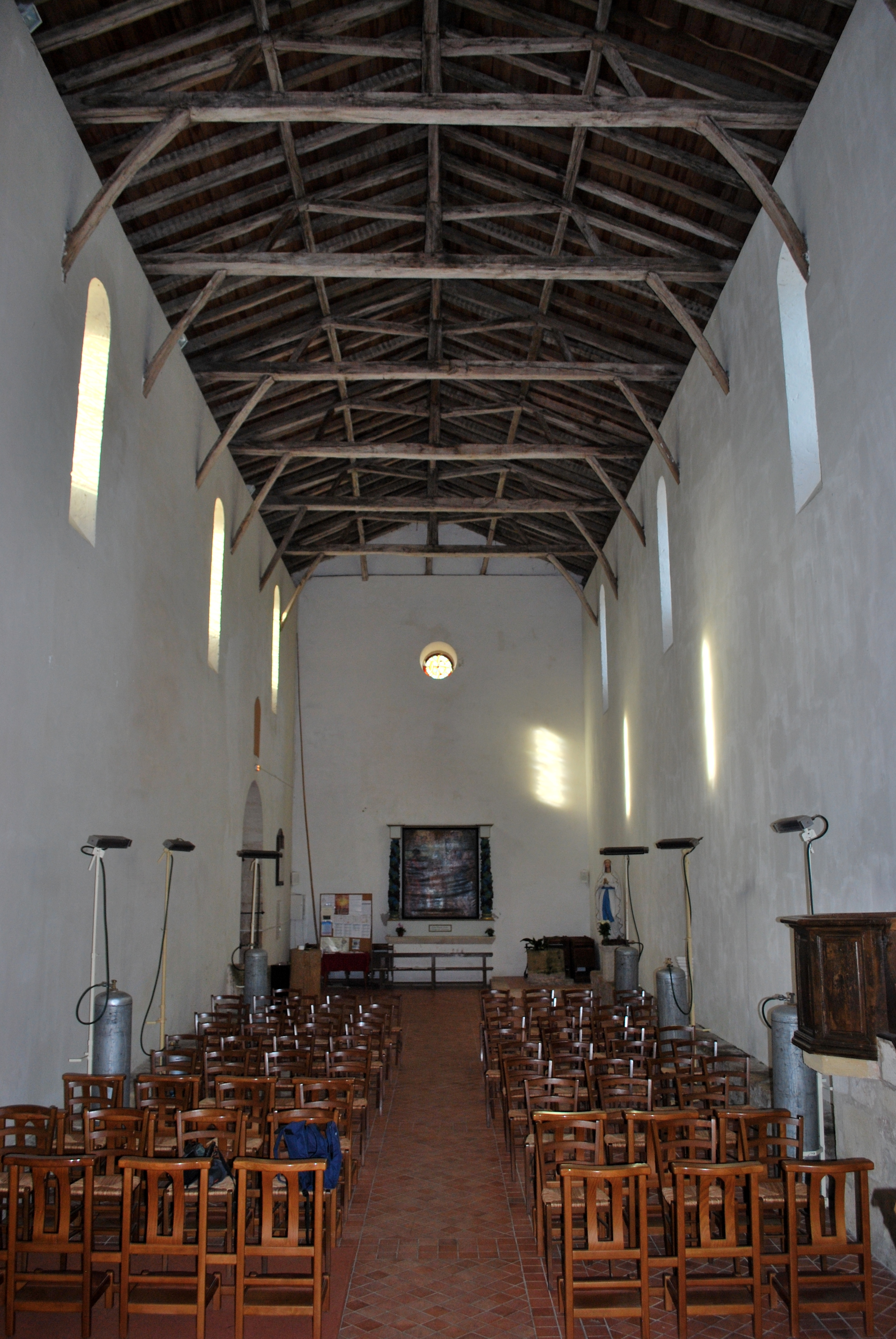
La nef vers l'ouest
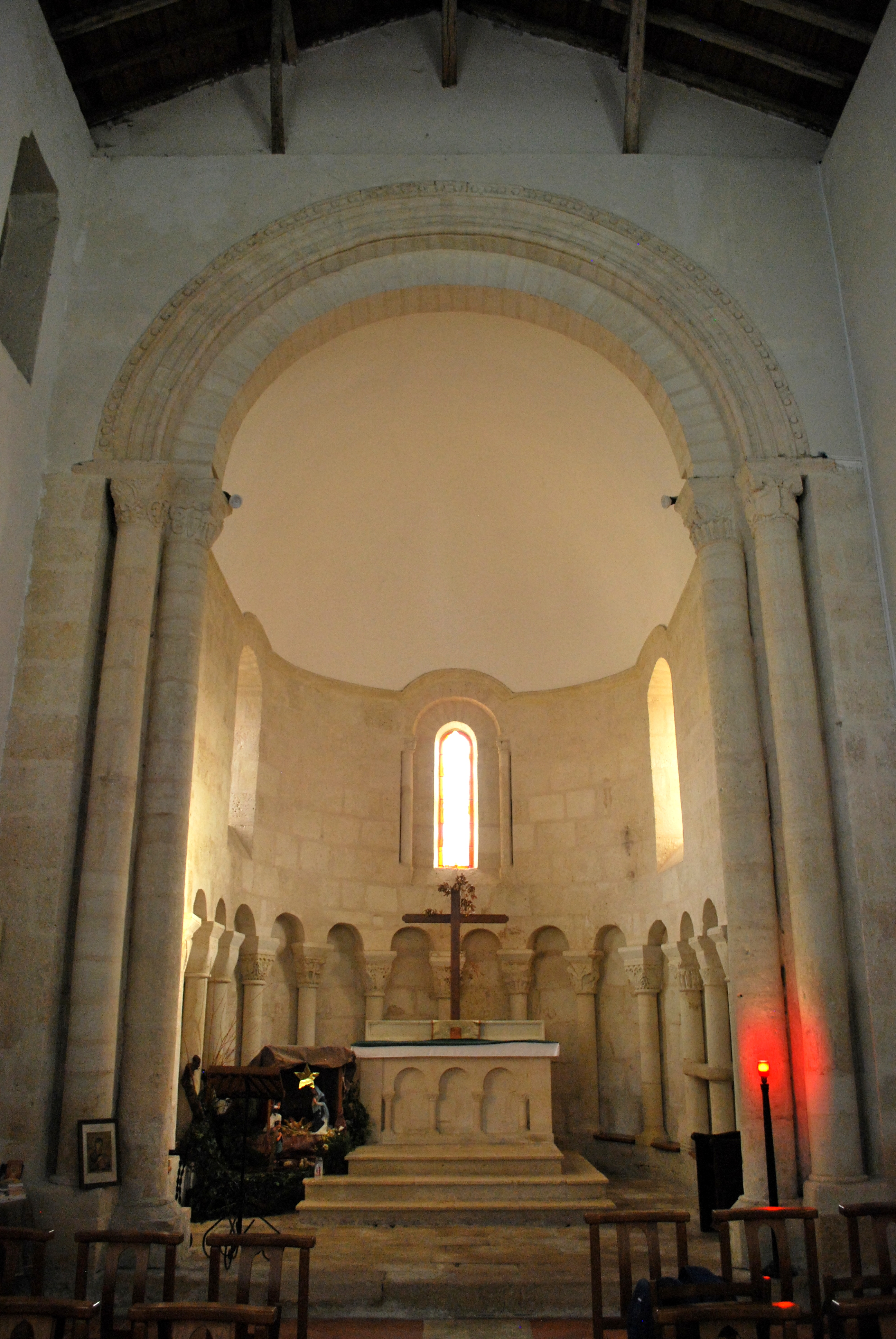
L'arc triomphal
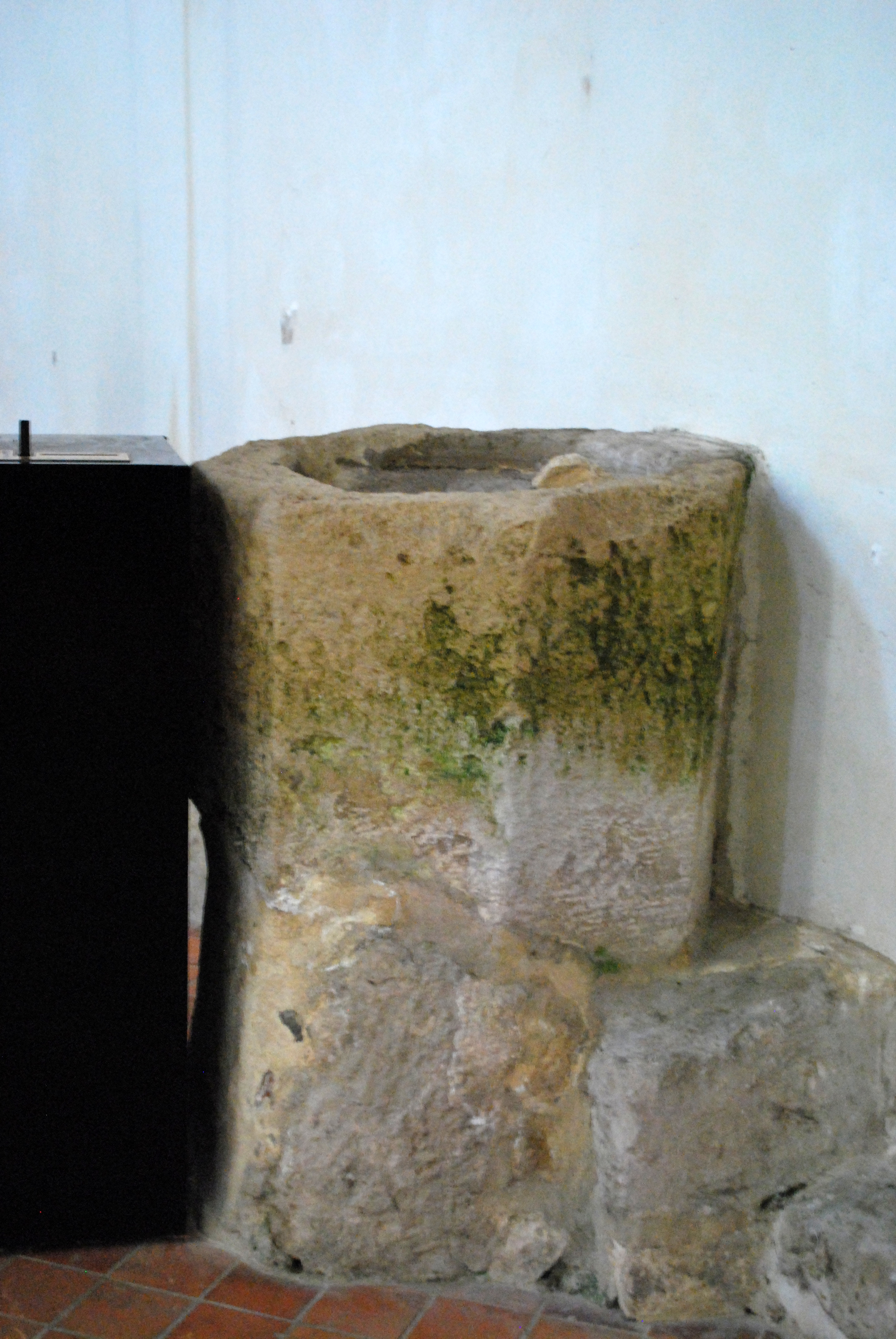
Bénitier

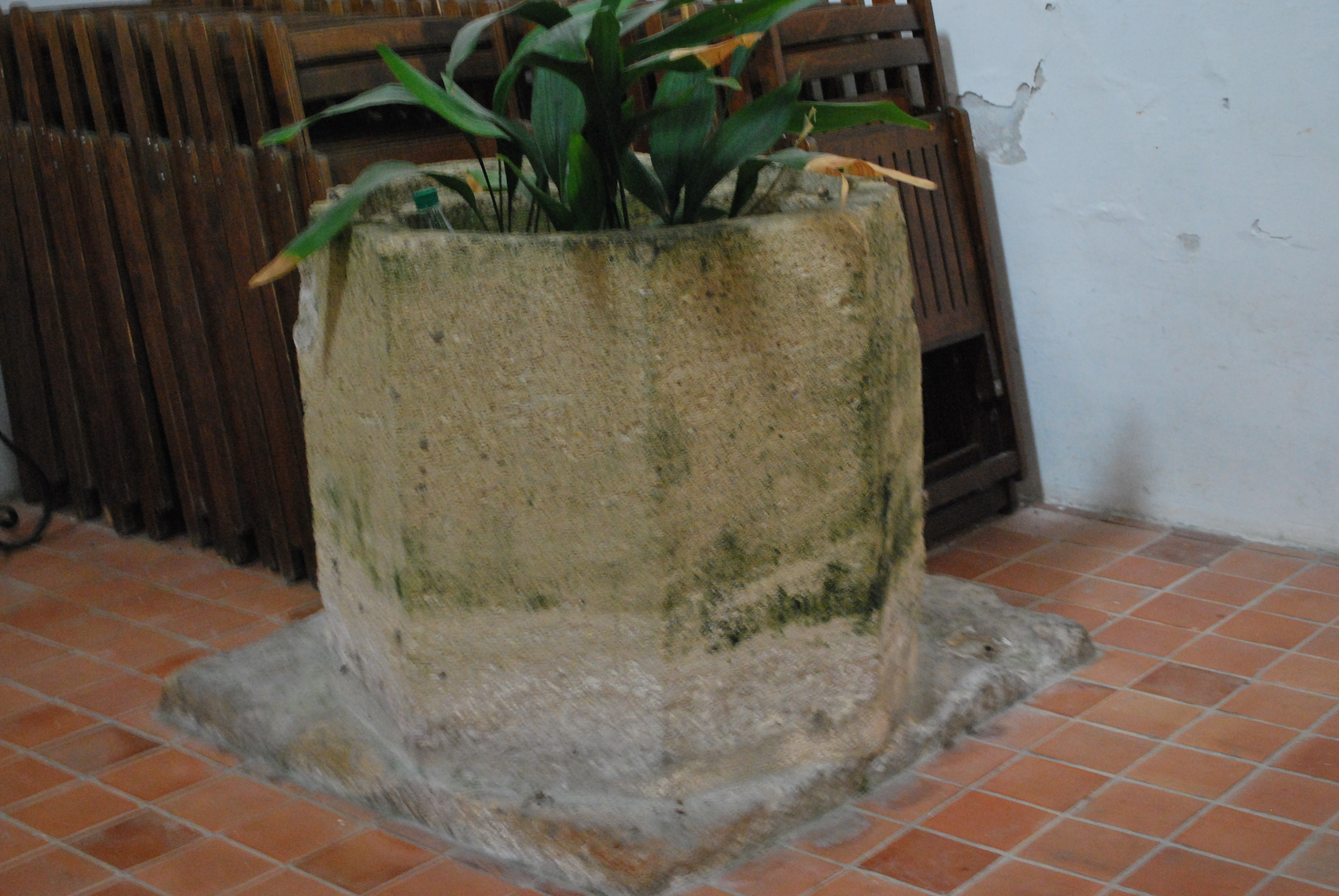
Ancien bénitier
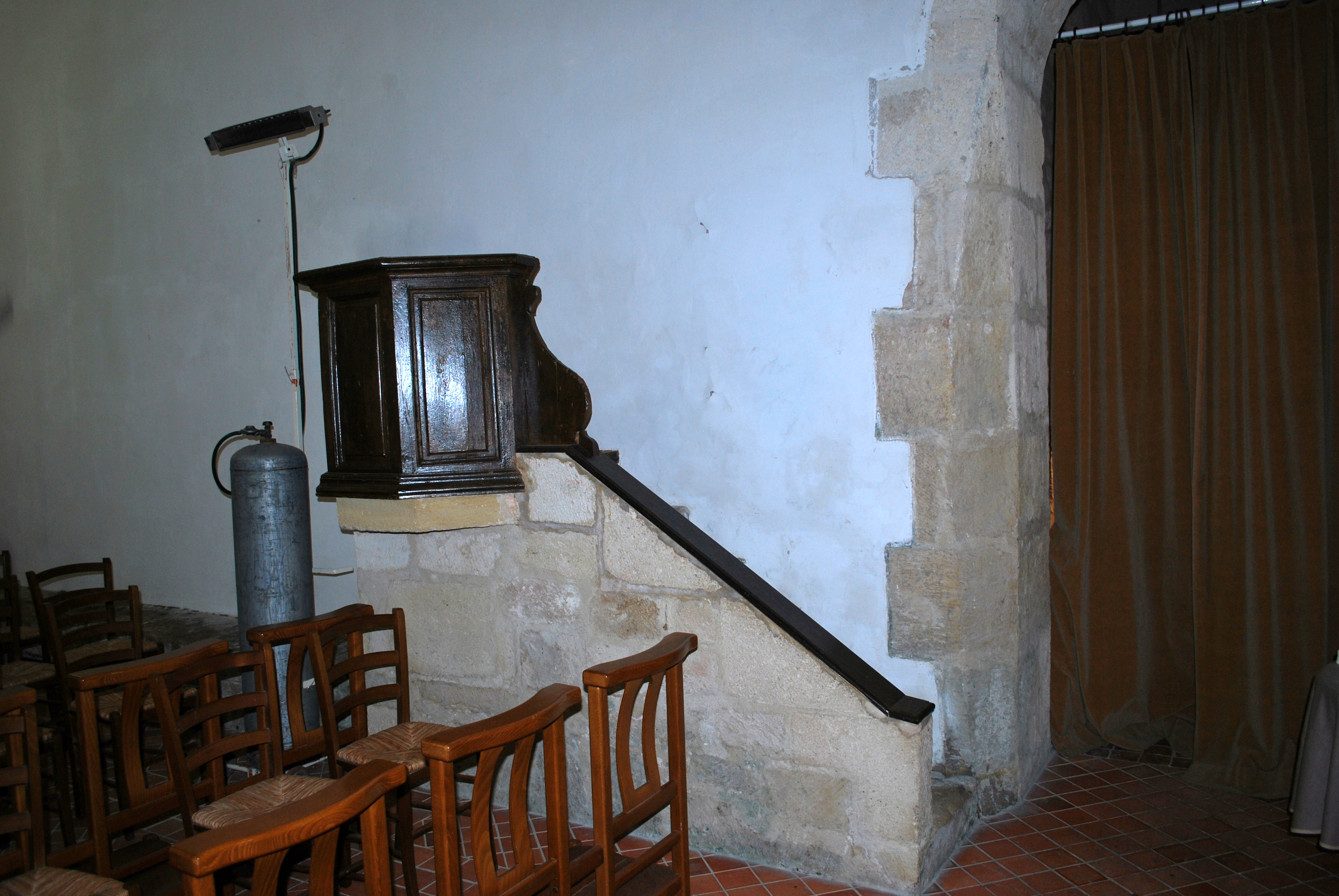
Chaire à prêcher
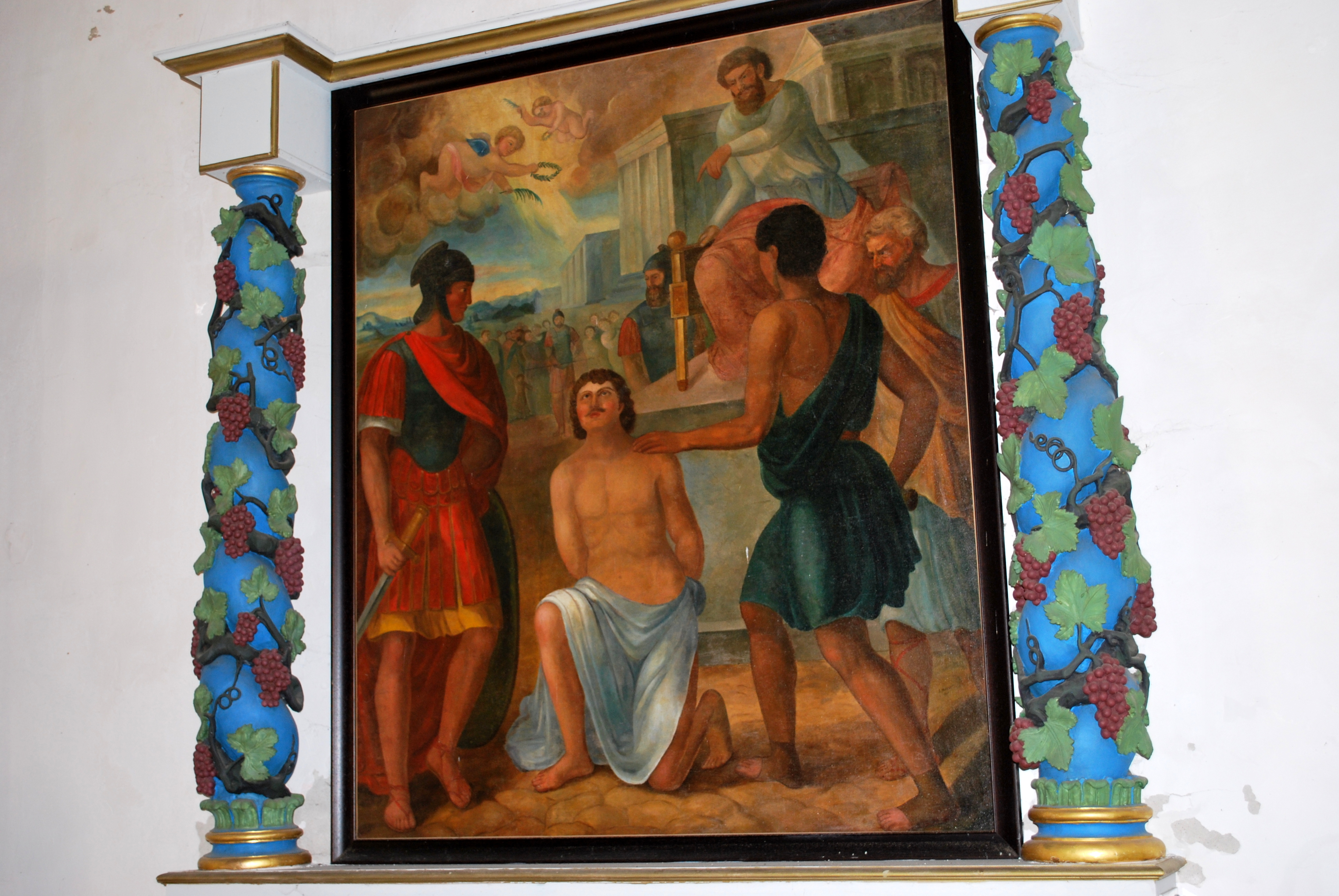
Saint Georges devant l'empereur Dioclétien

#### L'arc triomphal
| - Chapiteau nord - Chapiteau sud |

L'arc triomphal, en plein cintre, repose sur deux double colonnes. Au sommet des colonnes des chapiteaux présentent des motifs de feuillages et animaux fantastiques.
Au nord le chapiteau occidental est décoré avec des feuillages de chêne, par contre le chapiteau oriental est historié.
Au centre de la face principale on voit une fleur inscrite dans une tore et aux angles de la corbeille se trouvent deux créatures aux ailes déployées et aux pied griffus. Sur les petites faces, un énorme serpent ou dragon avec une denture impressionnante qui est en traine d'avaler la tête du 'oiseau'.
Au sud c'est le chapiteau oriental qui est décor avec une frise de palmettes et le chapiteau occidental qui est historié.
La corbeille est occupée par deux lions affrontées sur la face principale, leurs têtes se sont détournées vers les angles de la corbeille et les corps s'étendent sur les petites faces. Les deux queues sont rentrées, puis redressées et sexualisées et les lions se sont liés entre eux par une ligature bouclée autour du cou.

#### L'abside
Dans le sanctuaire on trouve une arcature aveugle, basse, portée sur colonnettes. L'arcade date de la reconstruction de l'abside au XIIe siècle, mais quelques chapiteaux sont plus récents et sont sans décoration. Certains des chapiteaux sont décorés de feuillages, palmettes et arbustes, imitant les chapiteaux corinthiens et deux chapiteaux sont historiés.
Au nord les chapiteaux n° 2, 5, 6, 7 et 8 sont sculptés et au sud les chapiteaux n° 4, 5, 6 et 7. Les deux chapiteaux historiés sont les sixièmes de l'arcature nord et l'arcature sud.
- Au centre de la face principale du sixième chapiteau au sud on voit une colonne centrale, comme le tronc d'un arbre. Il en sort, trois grandes feuilles, comme un palmier.

Sur les deux petites faces se trouvent deux lions dressés sur les pattes arrière, leurs têtes sur l'angle de la corbeille et chacun a pris une branche de l'arbre central dans sa bouche. Les queues des lions ne sont pas rentrées, mais repliées sur la croupe.
- Le sixième chapiteau au nord est également historié. Sur chaque angle de la corbeille on voit, de dos, un homme nu assis, les jambes écartées et les fesses exposées.

Au centre de la face principale un bâton en tau (probablement un bâton cantoral, comme sur le métope au-dessus le portail d'entrée. Chacun des hommes agrippe ce bâton, qui fait le lien entre eux. Les hommes ne sont pas complètement nus, chacun porte autour de la taille une large ceinture d'une forme caractéristique.
Cette type de ceinture était utilisée dans l'iconographie romane pour signaler un pécheur ou un homosexuel. On la trouve porté par des acrobates, des musiciens, des hommes 'invertis' (hommes nu, accroupis, vu de dos avec le buste et tête retourné 180°). Pour plus de détails voir les références, .
Il est assez fréquent de trouver dans ce lieu réservé exclusivement aux clergé, des représentations de mises en garde contre les péchés de la Luxure, la Vanité, l'Avarice et les rappels contre l'homosexualité.
- Les chapiteaux de l'arcature qui sont sculptés, mais non-historiés, portent une décoration végétale.

| - Nord n°2 - Nord n°5 - Nord n°7 - Est |

| - Sud n°4 - Sud n°5 - Sud n°7 |

- La baie axiale de l'abside est encadrée par deux colonnes avec des chapiteaux sculptés. Au nord la corbeille est décorée avec des feuilles de chêne et au sud avec des têtes grimaçantes sur les deux faces et sur l'angle de la corbeille.

| - Chapiteau baie axiale N - Chapiteau baie axiale S |

### L'extérieur
- Sur un contrefort du mur sud de la nef se trouvent les vestiges de deux cadrans canoniaux, des cadrans solaires primitifs utilisés par le clergé pour déterminer le moment de la journée pour accomplir certains actes liturgiques.
- Au sol, près du mur sud de la nef se trouvent également des sarcophages d'enfants et d'adultes.
- À l'ouest du cimetière se trouve la croix de cimetière.

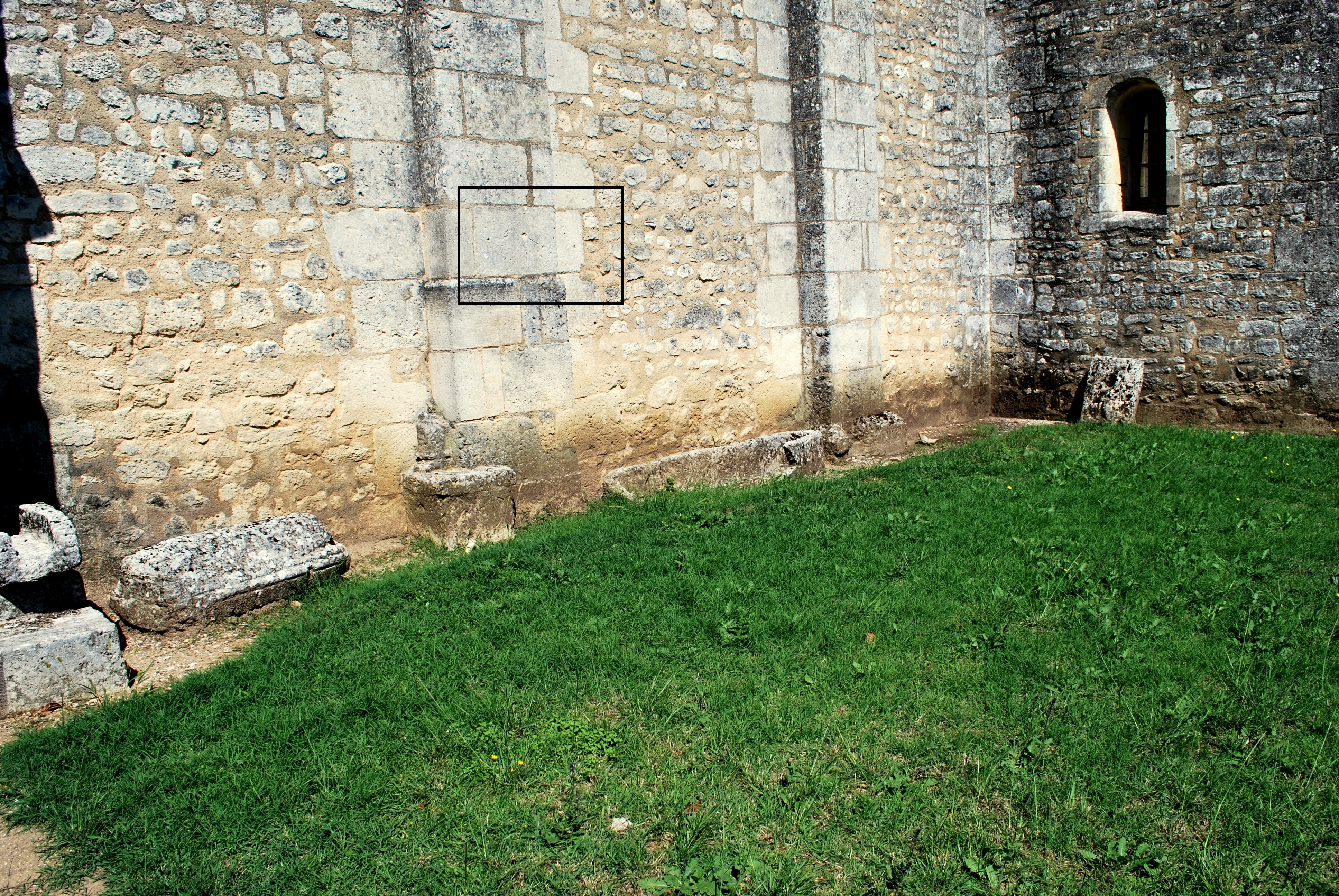
Emplacement des cadrans
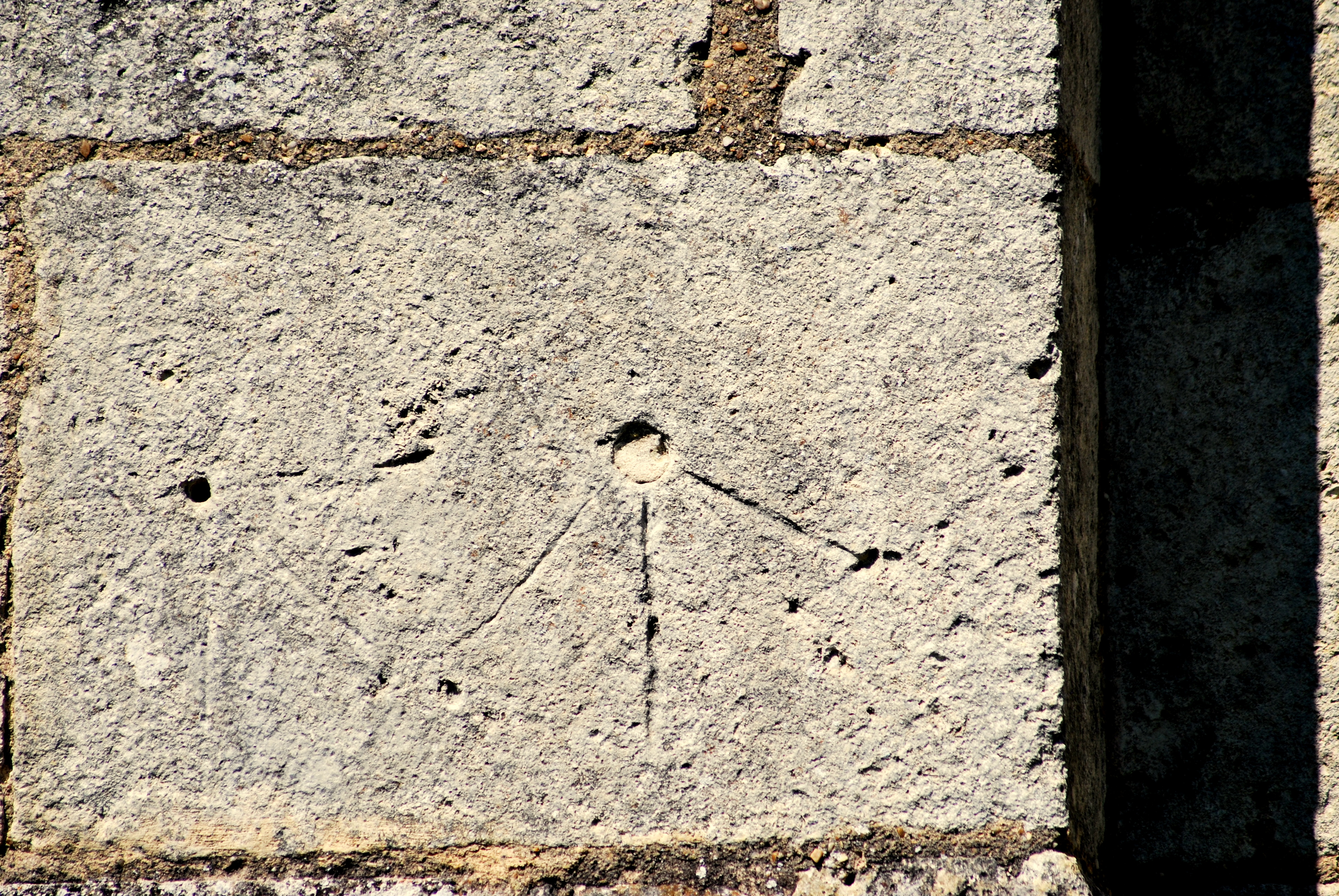
Deux cadrans canoniaux
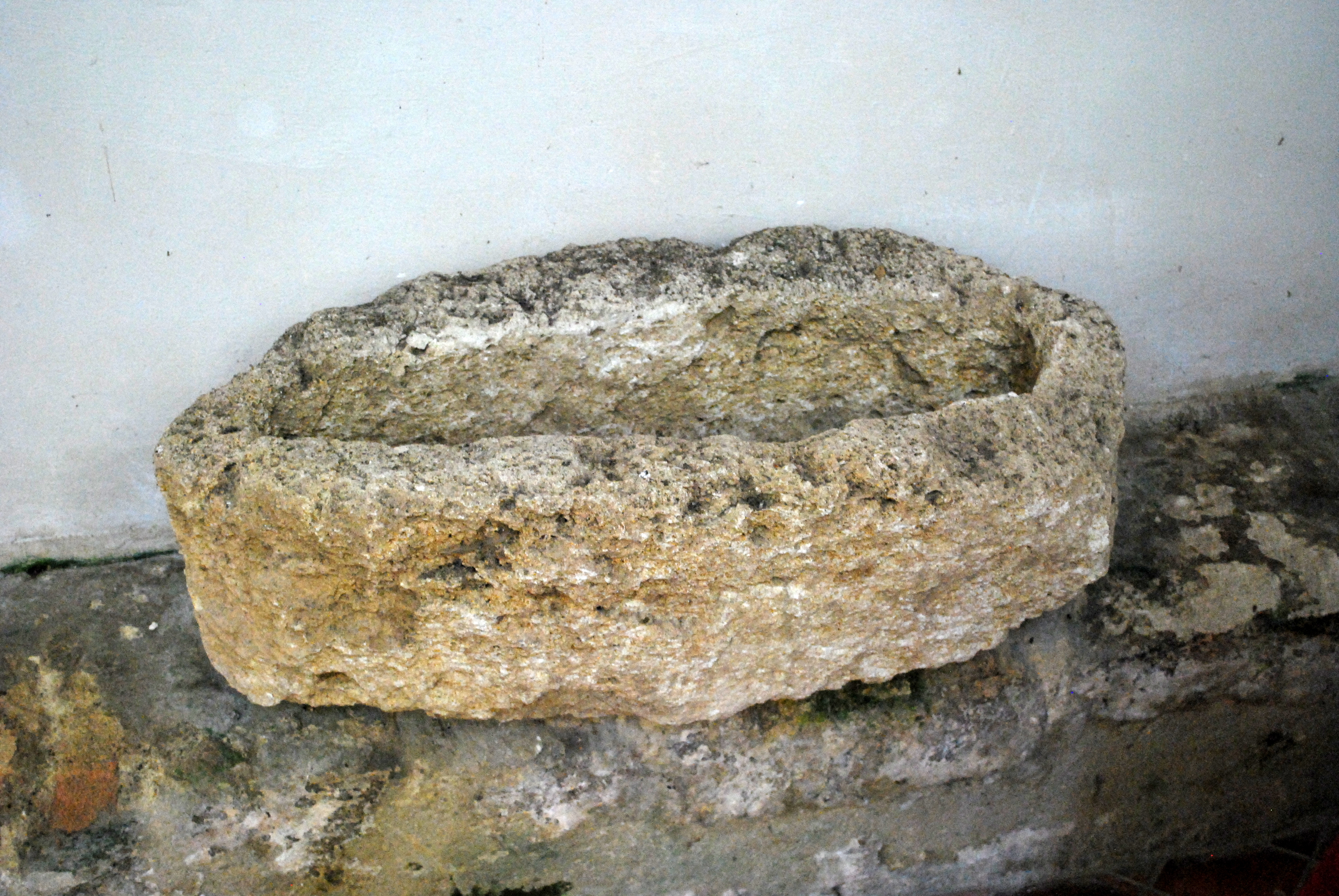
Sarcophage d'enfant
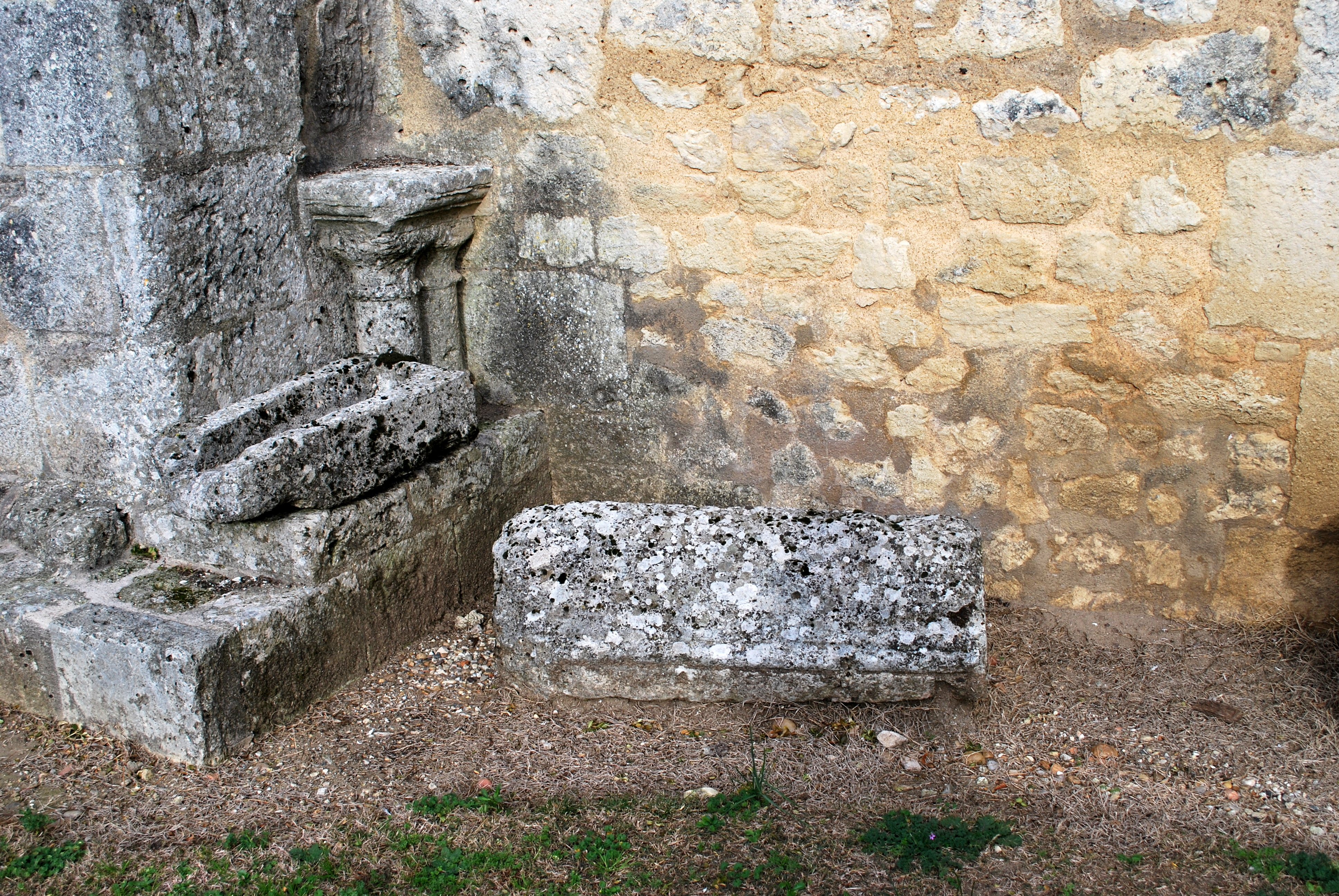
Sarcophages
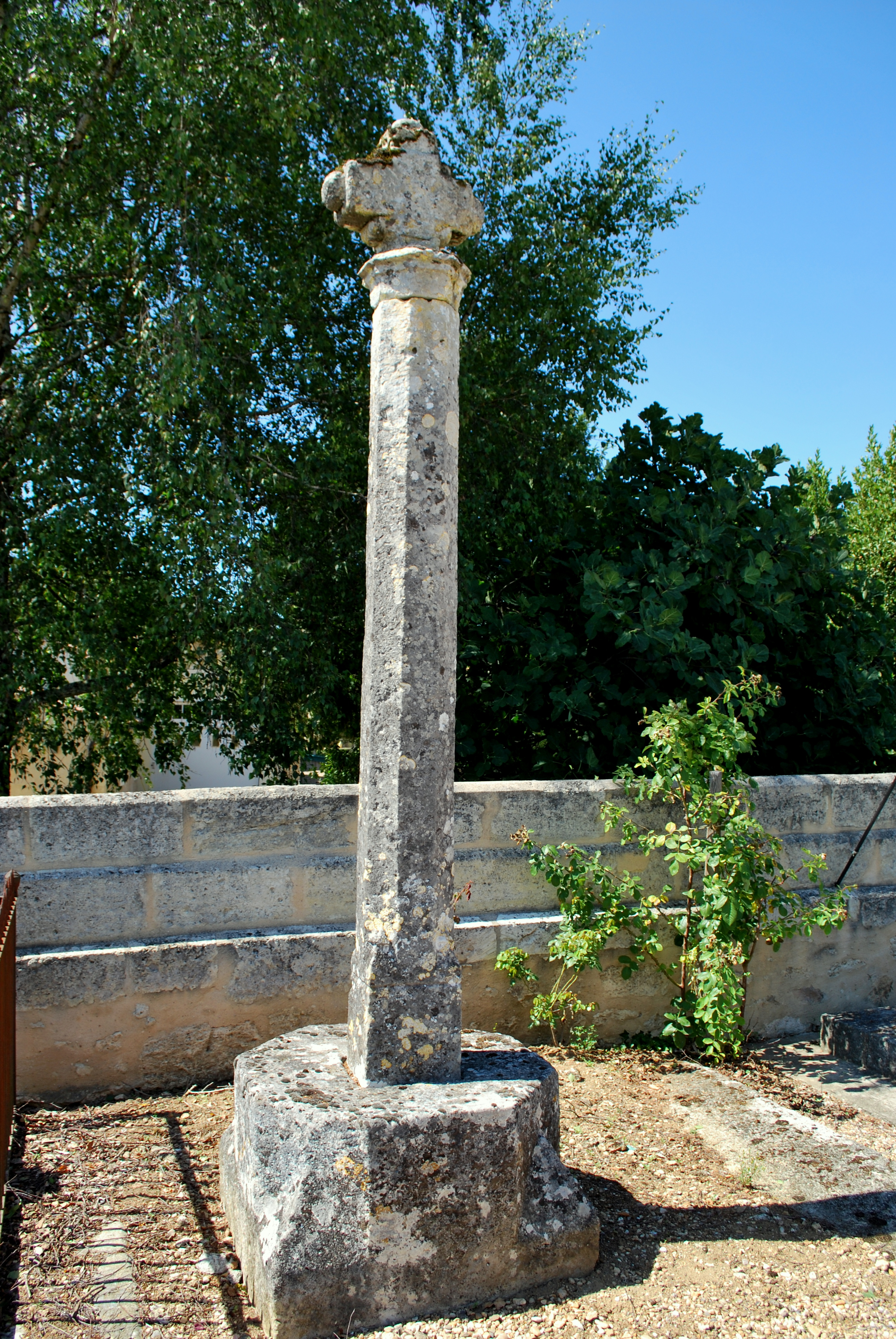
Croix de cimetière

L'édifice est classé au titre des monuments historiques le 20 octobre 1920.